# 国鉄381系電車
国鉄381系電車（こくてつ381けいでんしゃ）は、日本国有鉄道（国鉄）が開発・設計した直流特急形電車。国鉄分割民営化後は東海旅客鉄道（JR東海）・西日本旅客鉄道（JR西日本）に承継された。
日本初の車体傾斜式（自然振子式）特急形車両として1973年（昭和48年）5月に登場し、同年7月10日から中央本線（中央西線、以下特記ない限り中央西線と表記）・篠ノ井線特急「しなの」に投入された。その後、1978年（昭和53年）に阪和線・紀勢本線特急「くろしお」、1982年（昭和57年）に伯備線特急「やくも」にも投入され、計277両が製造された。

## 開発の背景
1973年（昭和48年）7月に中央西線・篠ノ井線名古屋 - 長野間の直流電化・一部線増・新線切替完成が決まり、同区間では特急列車主体の列車体系を組むこととなった。
しかし、名古屋 - 長野間 (252.3 km) は曲線区間が45.2% (115 km) 、うち半径600 m 以下の曲線が全体の23.8％ (60 km) を占めるため、電化しても当初予定の181系電車の転用では所要時間3時間45分と、従来のキハ181系「しなの」比で10分程度の所要時間短縮にしかならず、曲線の通過速度が向上しない限り、大幅な速度向上が見込めないと考えられた。一方で、同時期には中央自動車道が部分開通を繰り返し延伸を続けており、その対抗上、電化による速度向上効果を最大限に発揮させる必要があった。
一方、国鉄では東北本線など主要幹線に、最高速度130 km/h 、曲線通過速度+20 km/h　などの達成による表定速度100 km/h 超の高速列車を設定する計画を進めており、1970年（昭和45年）には試験車、591系電車を制作して試験を行っていたが、ほぼ同時期に全国新幹線網計画が具体化し、東北新幹線建設が始動したことで、量産系列の投入計画をいったん白紙となっていた。
591系で試験された内容のひとつには、曲線区間で遠心力により車体を傾斜させることにより、曲線を高速で通過した際の遠心力を緩和して乗り心地を損なわないようにする、「自然振子式車体傾斜」があった。591系での試験ではこの仕組み自体は実用化の目途が立っており、亜幹線のさらなる高速化に活用しようと試験線区を亜幹線（信越本線や鹿児島本線など）に変更して試験を続行していた。
これにより国鉄では自然振子式車体傾斜式車両の実用化に目途が立ち、中央西線・篠ノ井線の電化完成に際しては車体傾斜式特急形車両の量産車を新造投入して、同区間を3時間20分台で結ぶことが決定し、そのままでは亜幹線にはオーバースペックな591系の性能を、直流電化の亜幹線に最適化して開発されたものが本系列である。

## 構造
本項では、落成時の構造について述べる。

### 車体

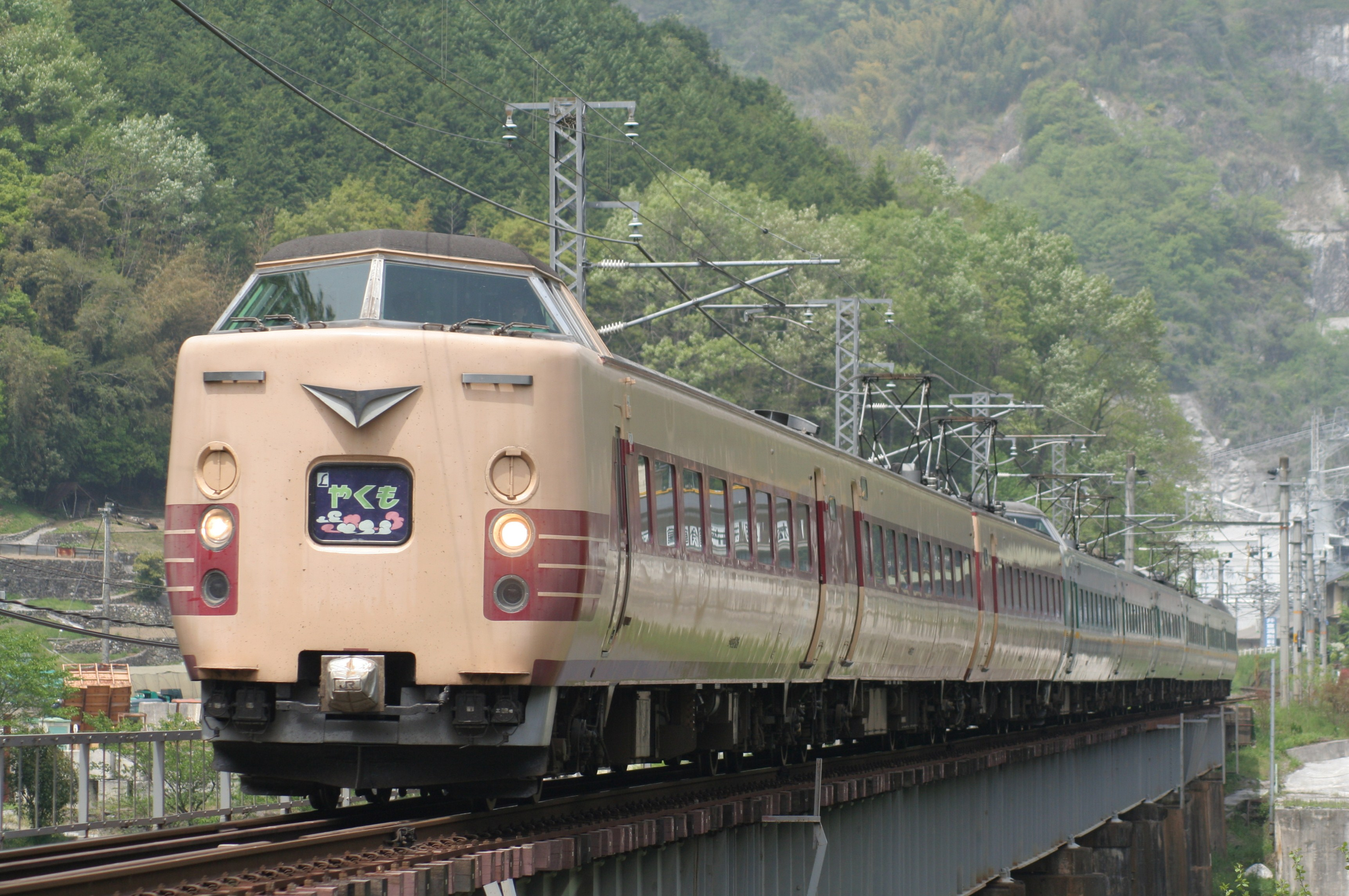
アルミニウム合金車体ながら、車体塗装は特急色とされた。

振子車両に必要とされる軽量化と低重心化を図った車体構造となっている。
車体は軽量化によるカーブ通過で発生する横圧（遠心力）の低減と乗り心地向上、線路などの地上設備の投資抑制の観点からアルミニウム合金製構体を採用した。床下機器搭載による低重心を図るため、国鉄の電車では初めて全長を14系客車などと同じ新基準の 21,300 mm としている。振子作用による車両限界への抵触を防ぐため、183系に比べて車体下部の裾絞りが大きく、台枠上面幅は 2,600 mm となっている。側窓の傾斜角度も591系試作車と同じく3.5度（485系は2度）とされた。モハ381形・モハ380形・サロ381形には側面中央部付近の窓下に非常口を設置したが、1981年（昭和56年）の「やくも」導入分では廃止された。
塗装は他の昼行特急形電車と同様に特急色（クリーム4号地に赤2号帯）となっている。車両番号はステンレスの切り抜き文字で表記されている。
運転台は、運転士の視認性を重視して183系0番台車や485系200番台車などと同様、「電気釜」と呼ばれる高運転台形状とし、将来の分割併合を考慮して貫通形とした。先頭車前面には愛称表示幕の上に特急のシンボルマークが設置され、側面にはステンレス製のJNRマークが貼られた。中央西線等には狭小断面トンネルが存在するため、183系と同じく運転席上の前灯が省略されている。なお、1976年（昭和51年）製造車からはクハ381形の貫通扉が廃止され、100番台に区分された。
冷房装置はAU33形集中式冷房装置（冷房能力28,000 kcal/h）を床下に各車1基搭載する。冷風は各車両中央・左右2箇所の窓柱部の床からダクトを経由させ、天井吹出口から供給される。
客室床面高さは181系とほぼ同じ 1,105 mm とした。屋根高さは 3,385 mm だが、天井は冷房ダクトを通した平天井構造のため、床面からの高さは 2,050 mm である。

### 車内
座席は183系と同一仕様で、普通車が 910 mm 間隔の簡易リクライニングシート、グリーン車が 1,160 mm 間隔のリクライニングシートであるが、座席端部には取手を設け曲線通過時の立ち席客の安全に配慮した。なお最終製造グループの普通車では、座席の背もたれにロックがかかるように改良された。
側出入口は従来車と同じく幅700 mmの片開き扉を片側1か所に設け、ドアエンジンも標準のTK100A形が用いられた。客室と出入口デッキの間の仕切り扉は、在来線で初となる自動ドア式を採用した。自動ドアの動作スイッチは新幹線0系電車と同じくマット式で、ドアエンジンはTK104形が搭載されている。
窓の日除けはベネシャンブラインドを採用した。これは591系の装備を踏襲したもので、開閉方式は591系の電動式から手動式に変更された。

### 主要機器
MM'ユニットに付随車（T車）を1両加えた2M1Tの3両ユニット方式を採用し、M車（モハ381形）には主制御器と抵抗器 (MR123) 等の主回路機器が、M'車（モハ380形）には電動空気圧縮機・集電装置といった補機類、T車（クハ381形・サロ381形）には電動発電機を搭載する。
主回路は抵抗制御を採用、主制御器は電動カム軸方式のCS43である。主制御器1基で2両8基分の主電動機を制御する1C8M方式で、総括制御は90芯のKE91形ジャンパ連結器により行われる。
主電動機は591系で試験されたMT58X形（1時間定格出力110 kW）をベースに、運用線区拡大を考慮して容量アップをした、1時間定格出力120 kW（定格電圧375 V、定格電流360 A）の直流直巻電動機MT58形である。原設計は三菱電機が担当し、MT54形と同等の出力を確保しながら、200 kg弱の軽量化 を達成するため、定格回転数が2,130 rpmまで上げられた。1974年12月落成車からは、リード線直出しから端子箱方式に見直されたMT58A形（重量：680 kg）に変更。前述のように、回転数を上昇させたことにより定格トルクが57 kg・mまで低下した。
歯車比は特急形電車標準の3.50ではなく、前述の定格トルク低下による起動加速度の確保を目的に急行形電車と同じ4.21に設定し、MT比2:1での編成を基本として加減速頻度の高い山岳線区での使用に適応させた。この結果、1時間定格速度は従来の特急形電車より若干上がって 72.0 km/h となり高速性能も軽量車体との相乗効果で向上した。許容最高速度は120 km/hである。
集電装置は菱形パンタグラフのPS16I形をモハ380形1両あたり2基搭載する。
サービス電源用の電動発電機（MG）は、MH128C-DM85C（容量110 kVA）をクハ381形・サロ381形に搭載しており、自車を含め最大3両までの給電が可能である。
電動空気圧縮機には、MH113A-C2000Mを採用する。

運転台機器は、主幹制御器は115系などで実績のあるMC53、ブレーキ弁はME47を採用する。各種NFBは助士側にまとめて配置されている。
台車は振子装置（車体傾斜用コロ装置）を組込むことから本系列専用の台車が新設計された。軸箱支持には板ばねを、枕ばねには空気ばねを用いたダイレクトマウント方式のDT42形（電動車用）・TR224形（制御車・付随車用）を装着する。591系を用いて連接車と2軸ボギー車の場合で比較した結果、走行性能上2軸ボギー車で問題がないことがわかったため、在来特急形と同じ2軸ボギー車で使用する台車と同様の形態としている。固定軸距は 2,300 mm、車輪径は860 mmである。
基礎ブレーキは、DT42が踏面ブレーキ、TR224が1軸2枚のディスクブレーキである。このほか、踏面清掃装置を取り付けて車輪とレール間の粘着改善を図っている。
トイレ用設備は落成時には車端部側に流し管を設置していたが、1974(昭和49)年製造分以降からは循環式汚物処理装置を搭載し、既存車両についても1975～77年にかけて流し管から交換される形で追加搭載された

### 振子装置

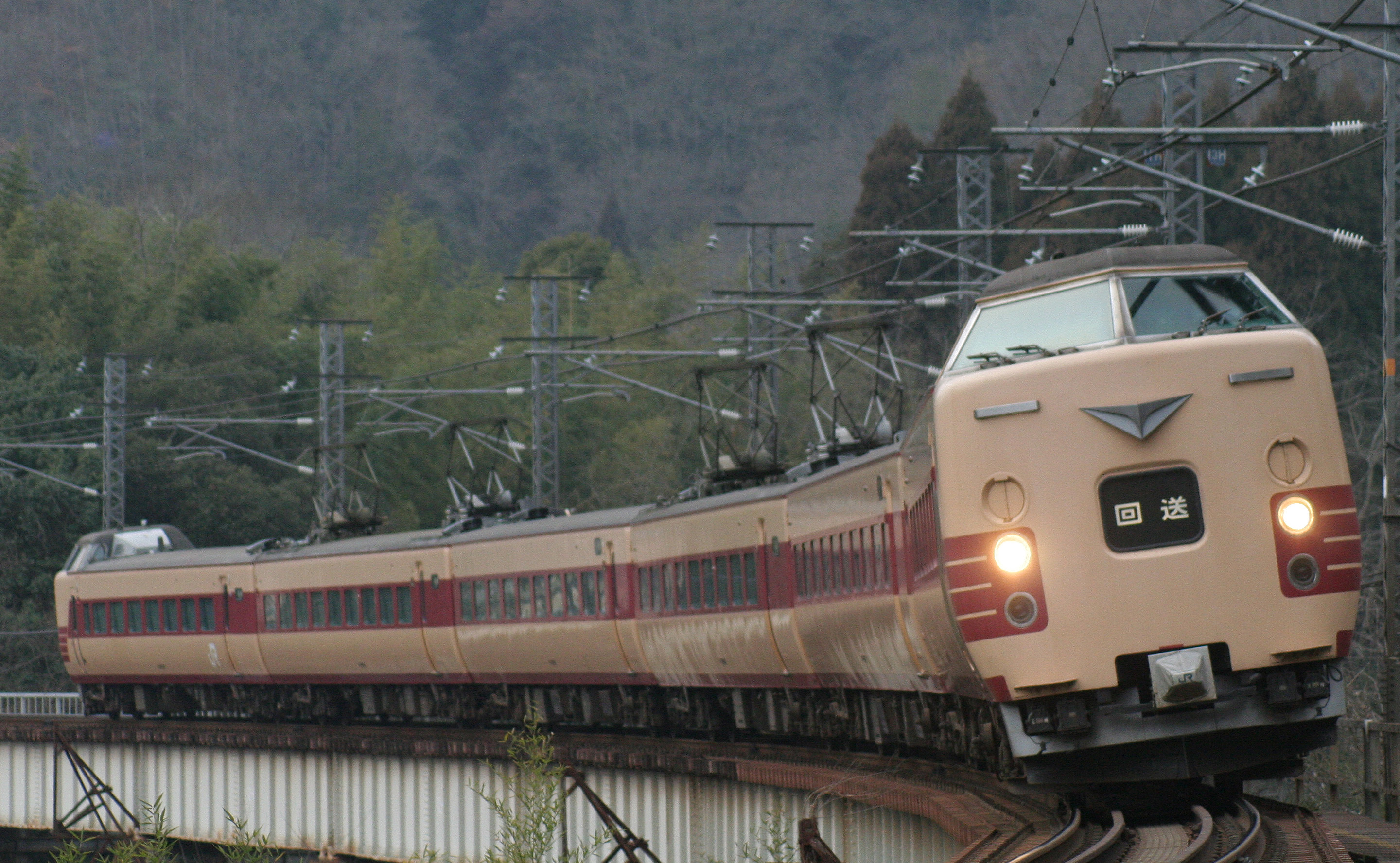
振子装置により車体を大きく傾けてカーブを通過する
2009年1月9日 伯備線 備中川面 - 方谷間

先述のように本系列では振子装置を装備しており、従来の車両では曲線通過速度が最大でも本則+5km/hであったところ、本系列では最大で本則+20km/hを実現した。例として半径 400 mであれば、従来の列車では最大でも80km/hであったが、本系列では最大で95km/hとなった。また走行時における乗客にかかる遠心力を軽減することができ、乗り心地を一般の車両よりも向上させた。半径400mの曲線は中央西線や紀勢本線（きのくに線）和歌山 - 紀伊田辺間の標準的な連続曲線半径の数値であり、これらの曲線を走行するとき 90 ～ 95 km/h で連続走行することができる本系列の投入により同区間を走行する特急列車の「しなの」・「くろしお」の所要時間は、曲線を走行するときに減速を強いられる従来車両での所要時間より大幅に短縮することができた。
本系列で採用された振子装置はコロ軸支持式の自然振子装置であり、これはカーブで車体にかかる遠心力によりコロで支持された車体を傾けるものである。591系と異なり心皿移動方式は採用していない。591系での性能試験の結果から、振り子中心高さを上げた方が振り子作用がしやすく乗り心地も良くなることが判明したが、無闇に上げることは転覆限界の風速値が下がることや、振り子作用による車両限界の接触から来る車内環境の低下を避ける観点から、振り子中心高さは 2,300 mm 、車体最大傾斜角は5度とした。速度が50 km/h以下の時は、機械的に振り子をロックし、動作しないようになっている。
しかし自然振子式は、緩和曲線上で徐々に加わる遠心力が振り子装置の静止摩擦力を打ち破った途端、一気に最大限度まで車体が振れるため不自然な揺れを生じることに加え、カーブを走行中に縦方向の荷重が加わるという振子式車両の特性もあってか、乗り心地は一般の車両よりも向上したにも関わらず、乗り物酔いを訴える乗客が多発し、嘔吐の意味合いを列車名にかけ合わせて「げろしお」、「はくも」などと揶揄された。更には2007年以降に「やくも」のリニューアル車両「ゆったりやくも」が登場するが、依然として状況は変わらず、乗り物酔いの状態と掛け合わせた「ぐったりはくも」と呼ばれることもある。運転開始当初はエチケット袋が各座席に用意されたほか、車掌が酔った乗客のために酔い止め薬を常備していた逸話も残っている。なお、この機構の開発には当時名古屋鉄道管理局に在籍していた山之内秀一郎も関わっており、開発に相当苦労した経験からJR東日本では振り子機構の導入には消極的になった、と自著で語っている。
本系列の車両は屋根上にパンタグラフを直接載せているため、振り子装置を動作させるとカーブではパンタグラフの舟体が傾いてしまい架線への当たり方が通常とは変わってしまう。このため振り子装置を作動させて走行する区間の架線は一般の電化路線と架線の張り方を変える必要があり、本形式が導入された路線は電化工事も同時に実施した線区が大半を占める。したがって実際に振子装置を使用する区間は、新規に電化された中央西線・篠ノ井線・紀勢本線・伯備線と山陰本線の一部と、阪和線の鳳 - 和歌山間に限られている。それ以外の区間（東海道本線・山陽本線・大阪環状線など）では、架線やATSなど地上の設備が補強されていないので、振子機能を生かした速度向上はなされていない。
「くろしお」用の車両では振子制御の実験が行われた。また1985年には湖西線で高速試験が行われており、同年11月26日には179.5 km/h を達成し、クモヤ93000形が保有していた日本の狭軌鉄道最高速度記録を25年ぶりに更新した。これは現在に至るまで、日本における在来線の最高速度記録である。
JR移行後は在来線の曲線の多い線区に対しては、自然振子式に比べて乗心地が良い制御付き自然振子式や空気ばねによる車体傾斜方式を使用する車両の導入が進められ、自然振子式の営業用鉄道車両は本系列のみとなった。

## 新造車
モハ381形・モハ380形・クハ381形・サロ381形の4形式が登場した。当形式では同時期に登場した183系と同じく、食堂車やビュッフェ車は当初から計画されていなかった。
モハ381形 (M)
普通席を備える中間電動車。モハ380形とユニットを組んで使用される。定員を確保するためトイレ・洗面所は省略されており、主制御器・抵抗器などを搭載する。定員76名。92両が製造された。
9両が運転台を取付けクモハ381形に改造された。
モハ380形 (M')
普通席を備える中間電動車。モハ381形とユニットを組んで使用される。トイレ・洗面所を備え、集電装置（2基）、CPなどを搭載する。定員72名。92両が製造された。
短編成化により、先頭車化改造されたクモハ381形とユニットを組むようになったものもある。
クハ381形 (Tc, Tc')
| クハ381-7 |  | クハ381-129 |
| クハ381-7 |  | クハ381-129 |

普通席を備える制御付随車。トイレ・洗面所を備え、MGなどを搭載する。定員60名。本形式は引通しが両渡りとなっており、奇数・偶数いずれの方向でも使用が可能。「しなの」用として製造された貫通扉付きの0番台が18両、「くろしお」「やくも」用として製造された非貫通形の100番台が44両ある。
サロ381形 (Ts)
| サロ381-31 |  | 客室内 |
| サロ381-31 |  | 客室内 |

グリーン席を備える中間付随車。トイレ・洗面所・車内販売準備室・車販コーナー を備え、MGなどを搭載する。定員48名。本形式は窓の形状がほかの特急形電車のグリーン車と異なり、中間に柱を設けた2列ごとの大窓を採用し急行形電車のグリーン車に似た外観の窓である。側窓長は1,930 mm 。
| 予算                  | 目的                   | モハ381形 | モハ380形 | クハ381形 | サロ381形 | 新製配置     |
| --------------------- | ---------------------- | --------- | --------- | --------- | --------- | ------------ |
| 昭和47年第1次債務     | 中央西線電化訓練用     | 1・2      | 1・2      | 1・2      |           | 長野運転所   |
| 昭和48年民有車両      | 「しなの」電車化用     | 3 - 15    | 3 - 15    | 3 - 12    | 1 - 5     | 長野運転所   |
| 昭和49年第2次民有車両 | 「しなの」全面電車化用 | 16 - 25   | 16 - 25   | 13 - 18   | 6 - 9     | 長野運転所   |
| 昭和50年第3次債務     | 紀勢線電化訓練用       | 26・27    | 26・27    | 101・102  | 10        | 鳳電車区     |
| 昭和52年第1次債務     | 「くろしお」電車化用   | 28 - 55   | 28 - 55   | 103 - 120 | 11 - 19   | 鳳電車区     |
| 昭和53年民有車両      | 「しなの」増発用       | 56 - 59   | 56 - 59   | 121・122  | 20        | 長野運転所   |
| 昭和54年第2次債務     | 「くろしお」増発用     | 60 - 65   | 60 - 65   | 123 - 126 | 21 - 22   | 日根野電車区 |
| 昭和54年第3次債務     | 伯備・山陰線電化訓練用 | 66 - 68   | 66 - 68   | 127・128  | 23        | 出雲運転区   |
| 昭和55年第2次債務     | 伯備線電化開業用       | 69 - 80   | 69 - 80   | 129 - 136 | 24 - 27   | 出雲運転区   |
| 昭和56年第1次債務     | 伯備線電化開業用       | 81 - 92   | 81 - 92   | 137 - 144 | 28 - 31   | 出雲運転区   |

## 改造車

### 国鉄時代の改造車

#### クモハ381形0番台

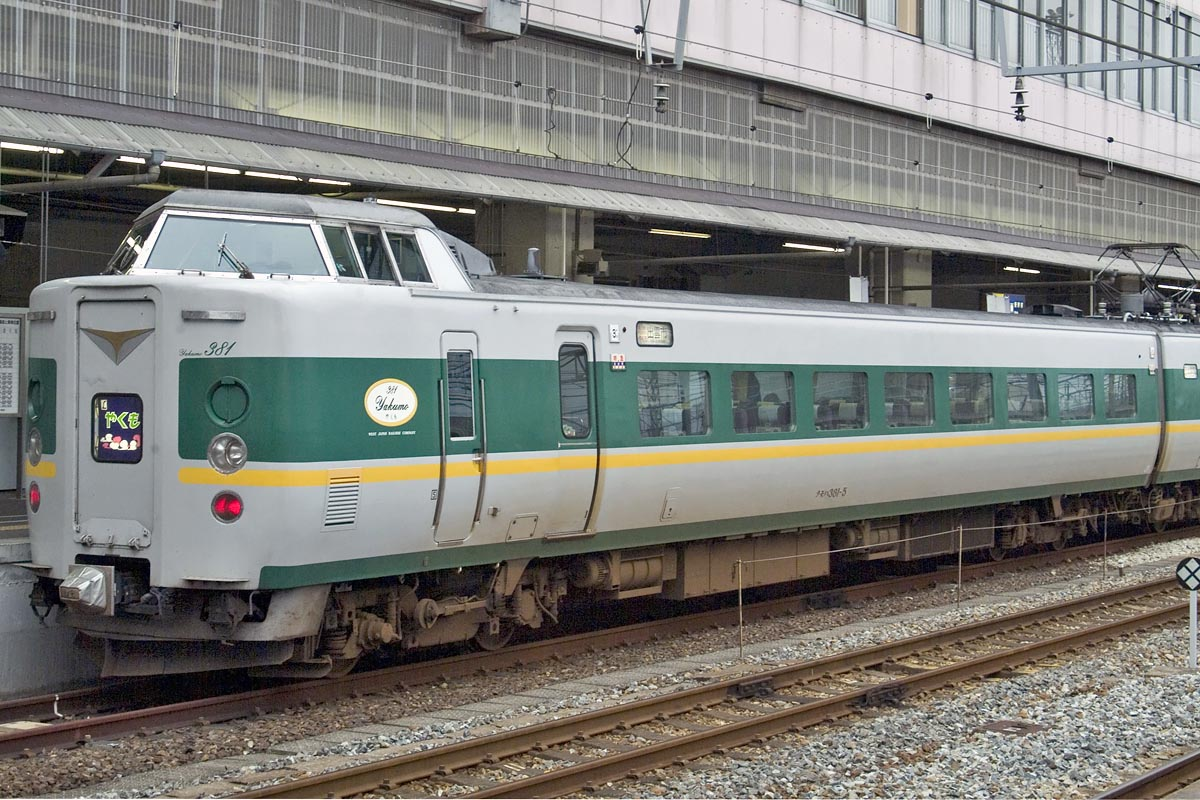
クモハ381-5

「やくも」用。1986年11月1日のダイヤ改正で「やくも」の基本編成をサロ381形を連結したままで6両編成に短縮、捻出した車両の一部を「くろしお」全列車の381系化用に転用する際、基本編成の新たな岡山方先頭車としてモハ381形9両を先頭車に改造した車両である。改造は1986年7月から11月にかけて実施され、吹田工場と後藤車両所で施行された。本形式は国鉄のアルミ車両では初の先頭車化改造車であり、アルミ車両に対する初の大型改造工事でもあった。
運転台の設置は種車の前位側車端部から5,055mmを台枠を一部残して切断し、あらかじめ製造しておいたアルミニウム合金製の運転台ブロック（運転台＋客用出入り口）を接合して組立てるブロック接合工法が採用された。この運転台ブロックは運転台下部に機械室が設けられ、元々モハ381形の前位側にあった主電動機用の冷却風取り入れ口の代わりとして側面に通風口が設けられている。また多客時に付属編成の増結が頻繁に行われることを想定して、クハ480形に準じた構造の内開き貫通扉が設置されている。運転台側になった台車には手ブレーキ、雪かき機、速度発電機とATS-S車上子の取り付けも行われた。
- モハ381-78・81・76・90・88・75・66・84・72→クモハ381-1 - 9

#### クロ381形0番台

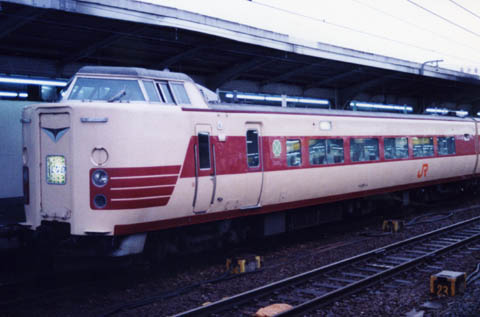
クロ381-4(昭和62年)

「しなの」用。閑散期に6両編成での運用ができるようにするため、「やくも」とは違いグリーン車であるサロ381形を1987年（昭和62年）から長野方先頭車に改造したものである。改造施工は後述の10番台・50番台と同じく名古屋工場。1・2は落成日が国鉄最後の日である1987年3月31日で、国鉄最後の新形式となった。そのためJNRマークの設置も省略されている。更に1988年（昭和63年）3月の改正で大増発と全編成の基本6両化が行われることになったため、引き続きJR東海でも3 - 7が同年12月までに改造された。
前述のクモハ381形と改造内容は同一で、種車の前位側車端部のうち台枠を一部残して切断し、あらかじめ製造しておいたアルミニウム合金製の運転台ブロック（運転台＋客用出入り口）を接合して組立てている。増結対応を想定した貫通扉も同様に設置されたが、電動車ではないので機器室に通風口は設けられていない。また、台車に雪かき機、速度発電機とATS-S車上子の取り付けも行っているほか、客用出入り口に公衆電話台を、窓配置の関係で出入り台直後の座席用に幅690mmの側面窓の設置も行われた。なお手ブレーキは1 - 4のみの取り付けでその後は廃止された。室内については1989年6月にアコモ改良工事も行われている。
後述するように「しなの」は頻繁に増結対応が実施され、その相手が前面貫通幌を装備するクハ381形0番台に限らなかったことから、1993年頃からその終焉までは連結作業省力化のために、前面貫通幌を装着したままで運用されるようになった。
- サロ381-8・9・5・3・1・2・4 → クロ381-1 - 7

### JR東海の改造車

#### クロ381形50番台
「しなの」用で、1988年（昭和63年）の改正に伴う「しなの」短編成化と基本編成の長野方先頭車のグリーン車統一に伴い、種車となるサロ381形が不足したためクハ381形0番台5両を1987年に格上げ改造した。室内は床をカーペット敷きとし、座席を10番台の展望室と同様の1列2人+2人掛のフリーストップリクライニングシートに交換したが、381系特有の冷房の立ち上がりダクト部分を避けるため、ダクトより前位3列をシートピッチ1,295mmの禁煙席・後位をシートピッチ1,125mmの喫煙席と区分している。外観はグリーン車マークが貼られた程度で、窓配置もそのままなのでシートピッチとは一致していない。定員は0番台と同じく44名で、同様に1989年6月にアコモ改良が行われている。
- クハ381-7・13・11・17・5 → クロ381-51 - 55

#### クロ381形10番台

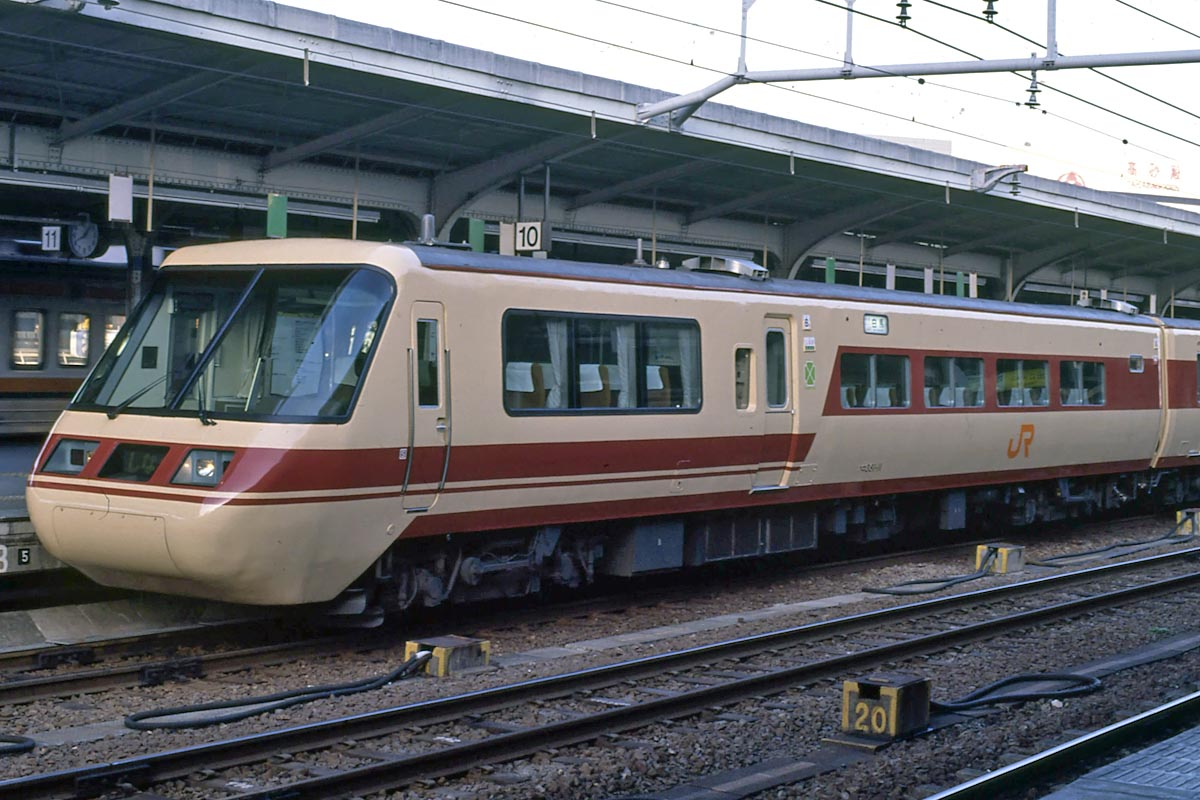
クロ381-11

「しなの」用で、1988年1月から4月にかけて名古屋工場でサロ381形の3両を先頭車改造したものである。0番台と同じく定員44名で前位側車端部に運転台を設けた車両だが、サービス改善施策として前部約1/3を展望室としたパノラマグリーン車として改造されている。
車端部を切断して車体長を365mm延長し、設置された運転台部分は前面展望を考慮し、低運転台で大型熱線吸収ガラスを傾斜して配置する構造とした。前面展望ができる位置を考慮した結果、展望室は前から3列分とし、デッキと出入口は展望室と従来のグリーン室を区切る形で車両中央部に移設し、展望室の後方に車掌室を設けた。展望室部分は側面を連続窓に変更して上方に寸法拡大し、日除けは横引きカーテンとした。座席は1列2人+2人掛のフリーストップリクライニングシートをシートピッチ1,125mmで配置し、床高さも従来より150mmかさ上げされて足元のダクトを床下に収納している。後位は従来のグリーン室のままで窓の構造も変更されていないが、0番台同様座席はバケット化改造されており、化粧板の張替や床面をタイル絨毯敷きとするなどの変更が行われた。なお先頭の運転台部分は踏切障害などを考慮して鋼製となっており、車体との結合は591系で事例のあった特殊ボルトを用いたものになっている。愛称表示器はLED方式を採用した。この前頭部だけ普通鋼製という車体構造は、後継の383系にも引き継がれた。
- サロ381-6・7・20 → クロ381-11 - 13

### JR西日本の改造車

#### クロ380形
「スーパーくろしお」「スーパーやくも」用で、サロ381形を先頭車化改造車したパノラマグリーン車である。改造は1989年（平成元年）7月から8月、1990年（平成2年）の7月に2度に分けて「スーパーくろしお」用の1 - 5が吹田工場で、1994年（平成6年）11月から12月に「スーパーやくも」用の6・7が後藤車両所で施工された。落成時の定員は44人。
同じサロ381形の改造車であるクロ381形0番台や10番台とは逆に種車の後位側の鋼体を撤去し、前面展望を考慮して傾斜した構造で低運転台のアルミ製構体を取付けている。このため車体長が200mm延長された。3分割された窓で構成されるその形状は、1988年に瀬戸大橋線用として投入されたクロ212形や、1989年に吹田工場で改造されたクロ481形2000・2100番台を基とした。前面の愛称名表示器はLED式を採用している。阪和線天王寺 - 鳳でATS-P型が導入される直前の登場のため運転台は準備工事済みで、機器スペース確保のため床下にあった水タンクのうち1基を撤去している。
客室は高級感を演出すべく運転席を含め茶系統を基調色とした。また展望を考慮して腰掛部の床面を100mmかさ上げしたため側窓が上方80mm・下方に16mm拡げられ、荷物棚は読書灯を内蔵したものに交換、日除けはベネシャンブラインドから横引プリーツカーテンへ変更して、荷物棚と一体になったカーテンレールに取り付けられた。座席は住江工業が新規設計した1列2人+2人掛のフリーストップリクライニングシートに交換され、こちらも展望を考慮して座席の枕の部分が少し小さく、乗用車と同じように角度を変えられるようになっているのが特徴である。
サロ381形はトイレ・洗面所が後位側に設置されていたため、新たに車販準備室のスペースを洋式トイレ・洗面所に改造し、専務車掌室と業務用室を車販準備室に改造した。入口の開口部を大きくするなどの改造を実施したが、スペースが手狭なためにアイスクリームストッカーやジュースクーラーの代替として冷蔵庫が置かれ、タオル蒸し器やコーヒーマシン用のコンセントと取付空間が設けられた。
1 - 5は運用開始後、前面窓の大型化により運転台の温度が上昇するという問題が生じ、1991年6月から9月にかけて運転席専用の冷房装置を取り付けた。1994年に改造された6・7は運転席専用冷房装置を当初から搭載しており、また寒冷地で使うため耐雪ブレーキやスノウプラウを装備している。
1 - 5 は1998年～2000年に「スーパーくろしお」リニューアルに伴い座席を新幹線0系発生品で1列2人+1人掛け（最後尾のみ1人+1人掛け）に交換したため定員32人となり、6・7とは室内設備と定員が異なっていた。その後6・7は「ゆったりやくも」へのリニューアルに伴い2007年から2008年にかけて座席の新品交換などがなされ、定員は同じになった。
- サロ381-10・14・18・21・15・26・27→クロ380-1 - 7

#### モハ380・クハ381形500番台（「くろしお」用）

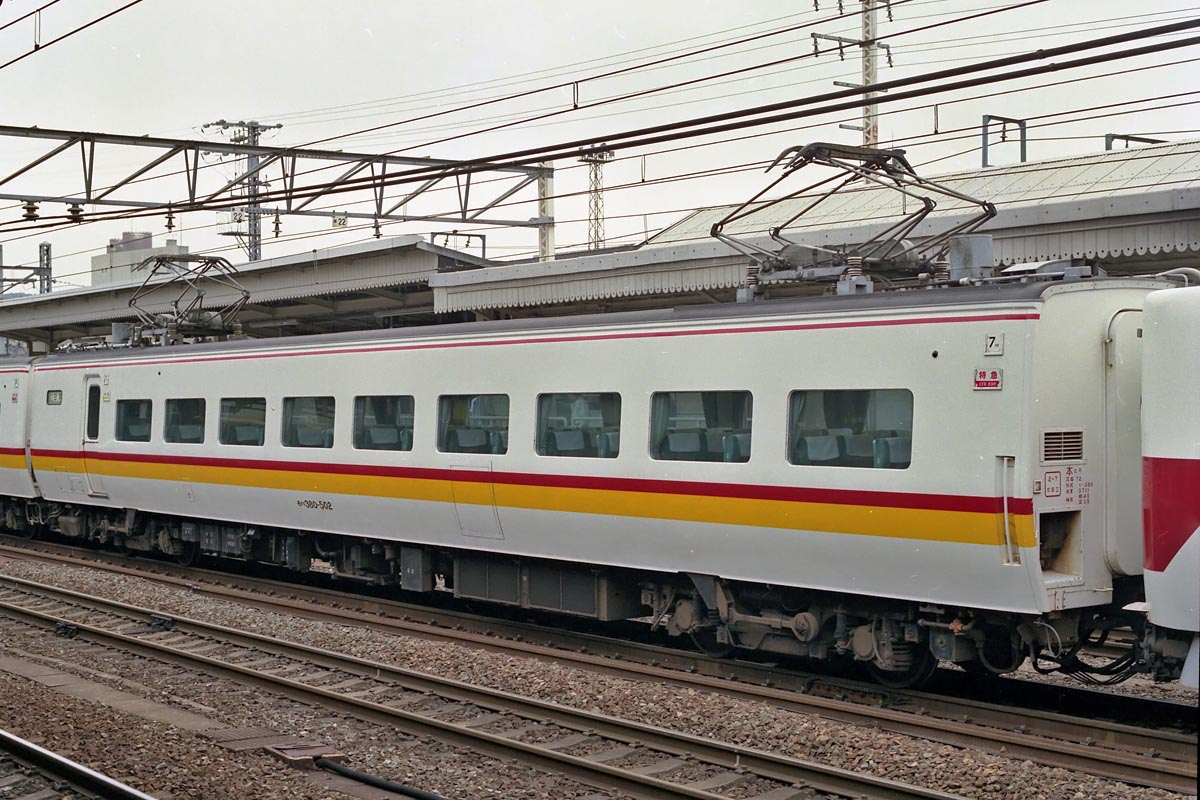
モハ380-502。手前側の貫通路がふさがれている。

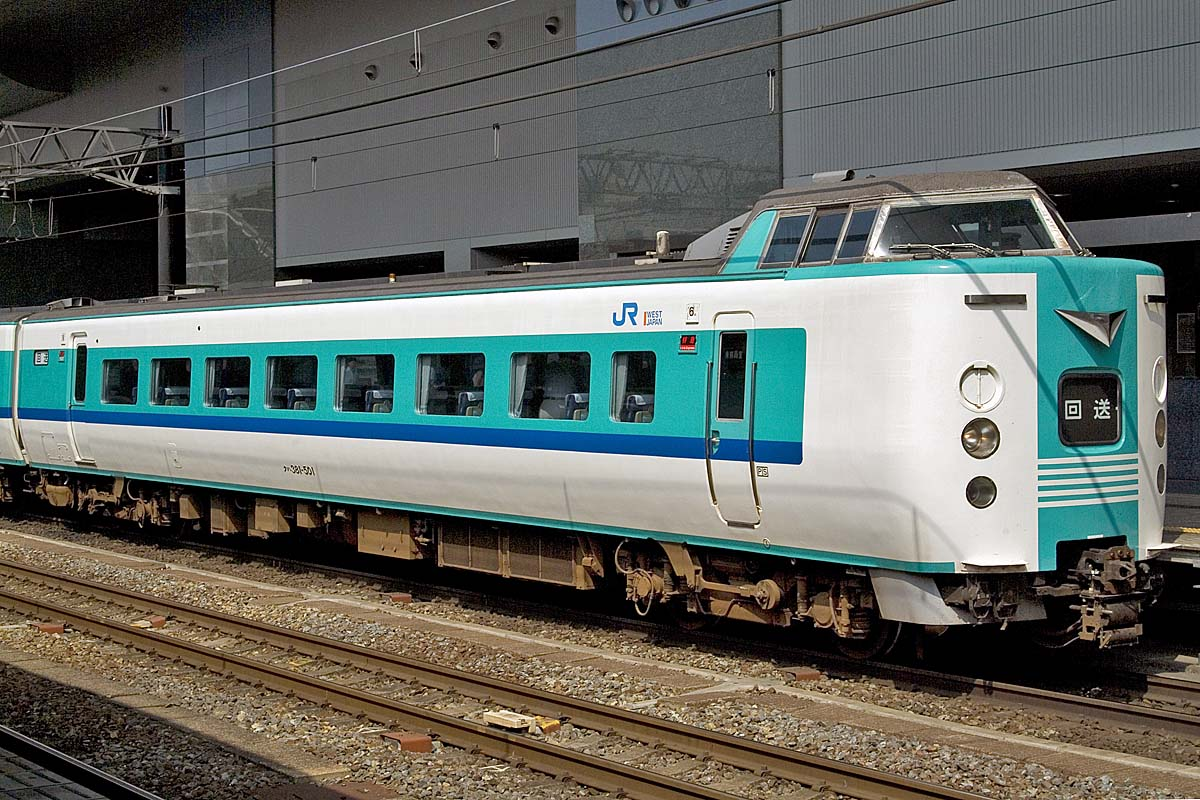
クハ381-501

1989年（平成元年）7月に前述のクロ380形などのグレードアップ改造車で運転を開始した「スーパーくろしお」は当初6両編成を組んだが、特に新大阪 - 白浜間で需要が好調だった。そこで1990年（平成2年）7月からは同区間で、新大阪・天王寺方に付属編成3両を増結した9両編成で運転を開始した。これにより発生した白浜駅での増解結作業を効率化するため、1990年11月から1991年（平成3年）3月にかけて付属編成の新宮方車端部になるモハ380形・基本編成の新大阪・天王寺方先頭車クハ381形双方に自動解結装置を取り付けたことで生まれた番台区分である。改造施工は吹田工場。
モハ380形500番台は3両が改造された。基本編成側のクハ381形は非貫通のため、非ユニット側の貫通扉は小窓を設けたふさぎ板で閉鎖し、自動解結装置（列車解結操作スイッチは取り付けなし）・電気連結器を装備した。増結編成単独で運行することはなく、運転台は設けられていない。
クハ381形500番台は「スーパーくろしお」用に改造されたクハ381形100番台に自動解結装置・解結操作スイッチ・電気連結器を装備した車両で、5両が改造された。
- モハ380-34・36・43→モハ380-501 - 503
- クハ381-101・102・105・117・118→クハ381-501 - 505

#### クロ381形100番台

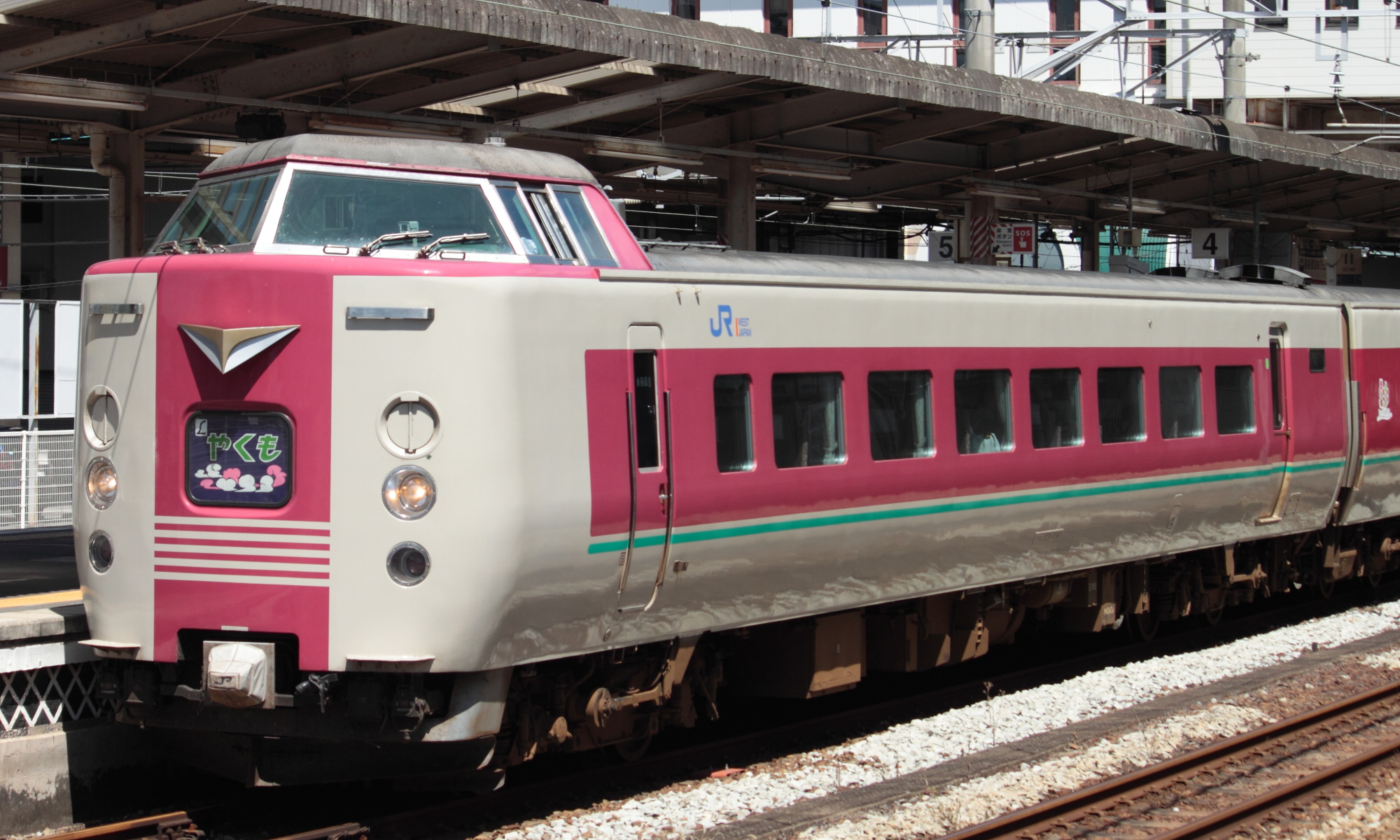
クロ381-139

後述するアコモデーション改造に際し、運用上共通で使えるよう、パノラマグリーン車を組み込む編成と同じく全編成とも先頭車をグリーン車とすることになり、クハ381形100番台を格上げ改造した車両である。「くろしお」用は1998年（平成10年）、「やくも」用は2007年（平成19年）から実施されたリニューアル改造（ゆったりやくも）により登場した。
座席は1列1人+2人掛、ダクトのところのみ1人+1人掛とし、客室も全面的に更新して仕切り戸の位置も変更している。一方シートピッチはサロ381形同様の1,160mmを基本としているが、10 - 20 mm前後している席もあるなど不揃いで、ダクトを挟む部分は1,580mmになっている。「くろしお」用は2人用が新幹線0系「ウエストひかり」グリーン車の発生品を改造、1人用は新造のシートを、「やくも」は専用に開発されたバケットシートを使用している。番号は改造元となったクハ381形の番号を踏襲している。
- クハ381-104・106・110・114・120・124・126・128 - 130・132・134・139・141・144 → クロ381-同番号

#### サハ381形0番台
「くろしお」用。クロ381形100番台の格上げ改造時に、逆にグリーン車 → 普通車格下げ工事を行った元サロ381形である。1998年から実施されたリニューアルにより登場した。座席はクハ→クロ改造時に発生した普通車用の座席を、「くろしお」の普通車リニューアル車に合わせてシートピッチ1,000mmで配置した。サロ時代からの特徴である窓は変わっていないので、シートピッチとは一致していない。車両番号は種車と同じ。
- サロ381-11 - 13・16・17・19・22→サハ381-同番号

#### モハ380・サハ381形200番台

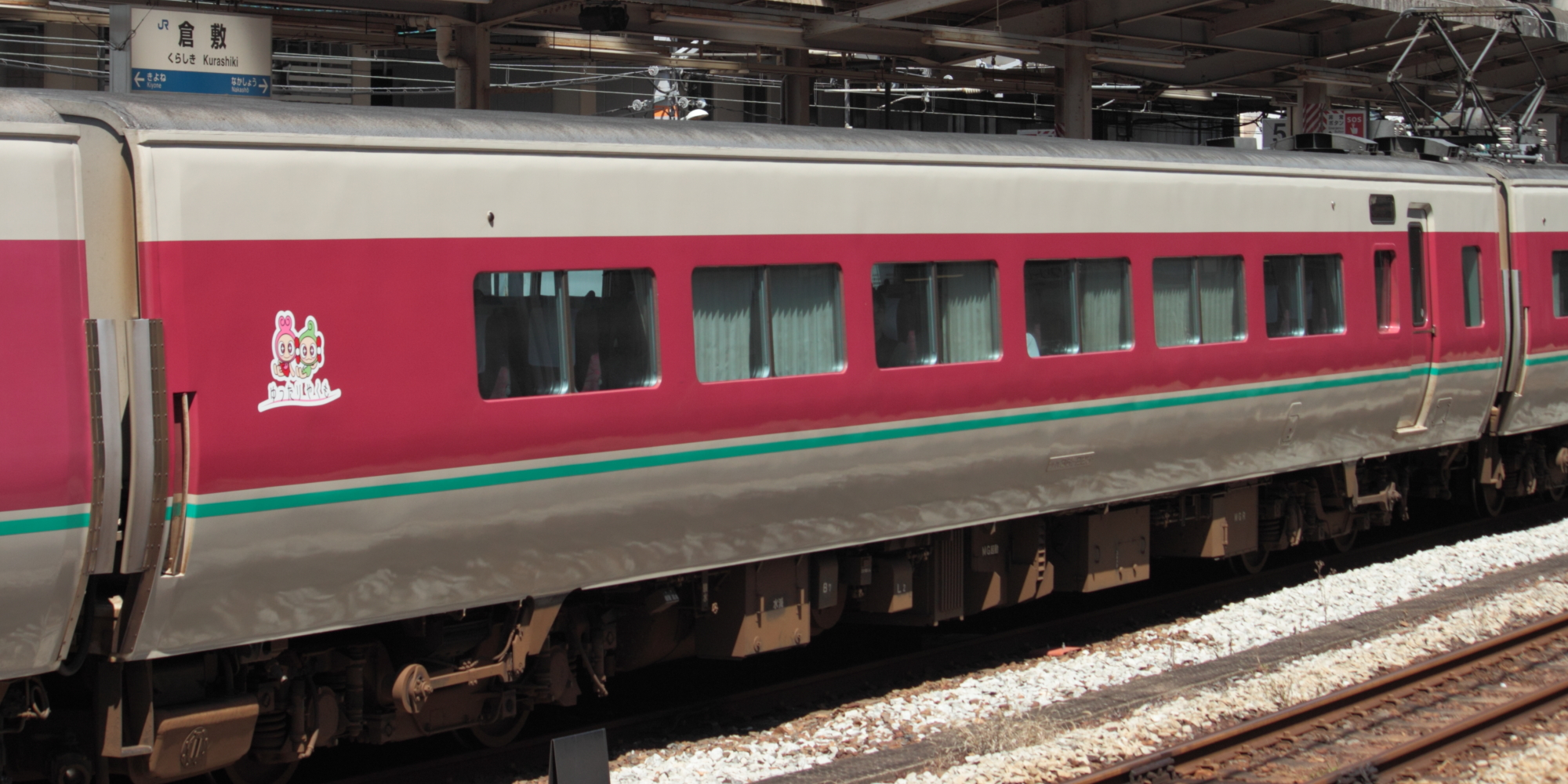
サハ381-223

「やくも」用。2007年から登場した「ゆったりやくも」で、アコモ改善工事の際に洋式トイレの女性専用化、男性小用トイレと全席禁煙化により喫煙室（と専用の小窓）が新設される車両の車両番号を元番号+200の200番台とすることにしたため誕生した。サハ格下げ+アコモ改善されたサハ381形は全車200番台となった。
しかし2009年6月1日から全車禁煙となったため、喫煙室が使用中止になった。このため2008年から改造が始まったサハ381形は、223、231以外は喫煙室部分はフリースペースとして施工（小窓は未設置）で登場し、サロ時代の外観を保っている。
モハ380形200番台は定員56名。クロ380形組み込み編成とクモハ381形を組み込まないサブ編成に連結される。サハ381形は岡山方にクモハ381形を連結する編成の2号車（2011年3月改正までは4号車）に連結される。
- モハ380-68・83・87→モハ380-268・283・287
- サロ381-23 - 25・28 - 31→サハ381-223 - 225・228 - 231

#### 傾斜角度変更車（1000番台）

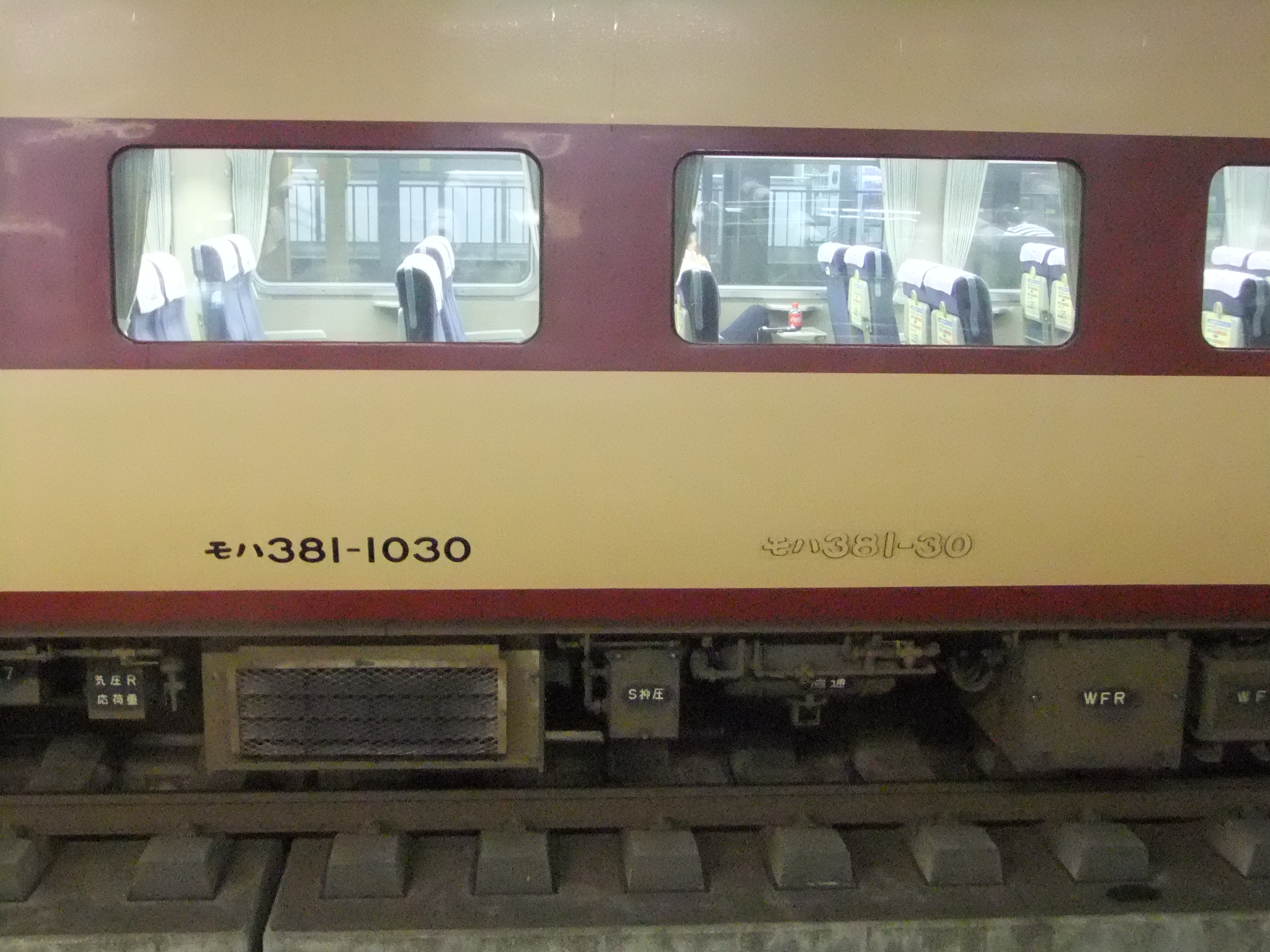
381系1000番台の新旧番号表記

北近畿地区の183系置き換え用として転用された編成は、当初地上設備の関係から振り子機能を使用せずに運用されていた。しかし287系の導入後に乗客から乗り心地に関する苦情が多数寄せられたため、調査と試験走行を実施した結果、381系は客室内の振動が287系より大きく、振り子機能を復活させることで横方向の揺れを抑えられることが確認された。
このため、振り子動作時に地上設備等の限界に支障しないよう傾斜角度変更改造を行ったグループとして2014年（平成26年）6月に登場した。運行管理上改造車は新たに「1000番台」に区分されており、車両番号は原番号+1000となった。
改造内容は車体傾斜角度の5°から3°への変更、台車枠への振り子ストッパ調整板の挿入である。車両番号の表記は従来の番号を車体色と同じ色で塗りつぶし、その横に新番号が黒文字で書かれたステッカーを貼り付ける方式が取られた。本番台は287系の投入による置換、「やくも」への転用車両が振り子ストッパ調整板を除去した際に車両番号も復したことで消滅している。

#### クモハ381・モハ380形500番台（「やくも」用）

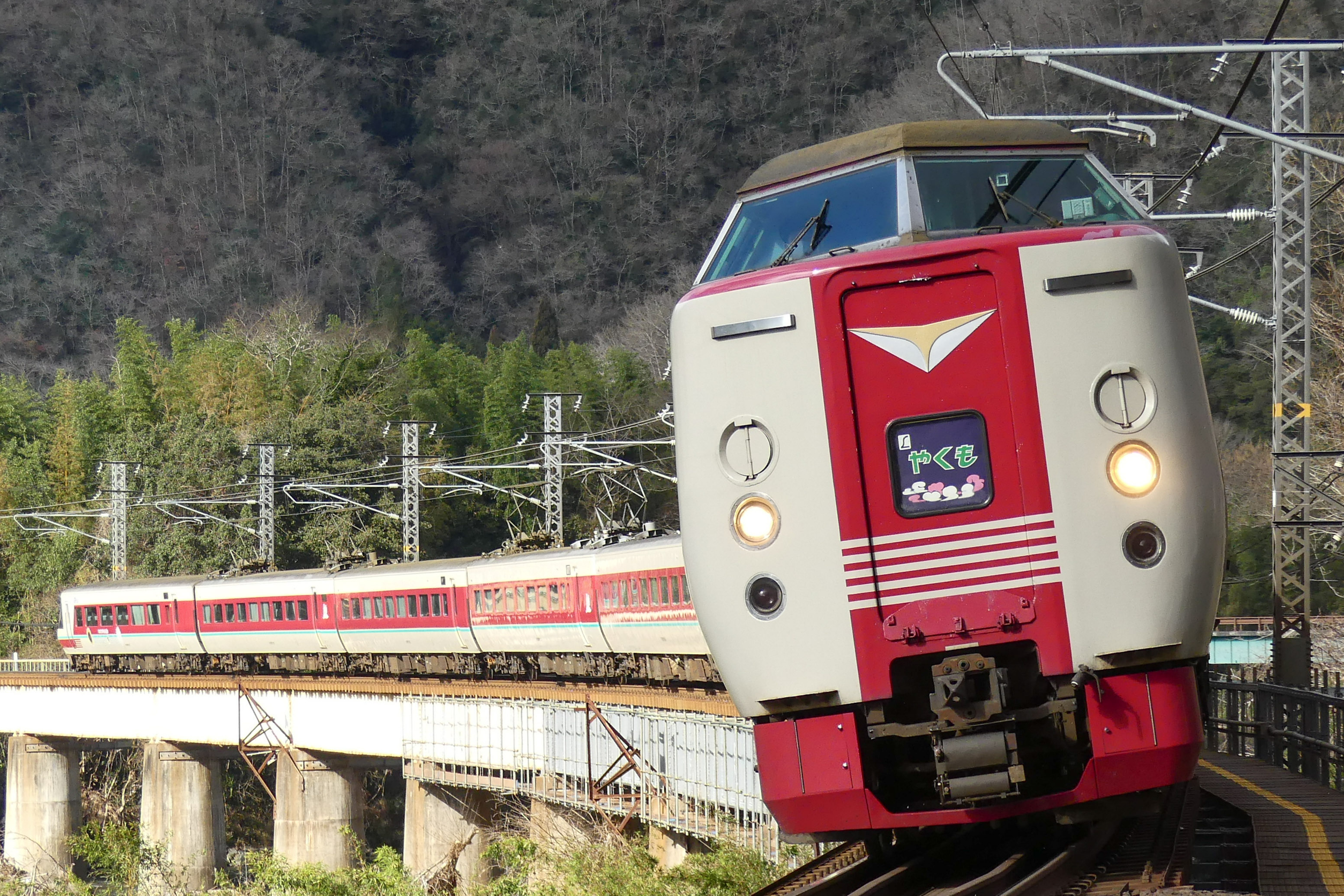
クモハ381形500番台。「やくも」自動解結装置取付工事施工車。

どちらも「やくも」の多客時における、付属編成の増解結作業の効率化を目的にした改造車である。2016年（平成28年）3月から2017年（平成29年）3月にかけて後藤総合車両所で施工された。車号はどちらも種車+500となっている。
クモハ381形500番台は、2016年時点で在籍していた0番台7両すべてに自動解結装置・電気連結器取付工事を施工し、前面のスカートも新型に変更した。モハ380形500番台は6両に対して自動解結装置（列車解結操作スイッチは取り付けなし）・電気連結器取付工事を施工している。モハ380形は「くろしお」の改造車とは違い、原則として連結する相手が貫通路をもつクモハ381形であり、営業運行時の分割併合はないことから、貫通路は閉鎖されていない。
- クモハ381-1 - 3・6 - 9→クモハ381-501 - 503・506 - 509
- モハ380-69・73・77・80・86・92→モハ380-569・573・577・580・586・592

## アコモデーション改造

### 普通車のアコモデーション改造工事
JR東海は1987年度から1988年度にかけて、名古屋工場と神領検車区の施工で「しなの」の普通車全車に対してアコモデーション改善を実施した。座席を新製の油圧式のフリーストップ型のリクライニングシートに交換し、座面はバケット式に、モケットもブルー系2色とした他、座席背面にテーブル、通路側肘掛けに灰皿を設置した。座席以外にも化粧板へのウォールシート貼り付け、床仕上げ材の塗布、妻引戸の交換が行われた。
| モハ381 | モハ380 | クハ381 | 改造日         |
| ------- | ------- | ------- | -------------- |
| 57      | 57      |         | 1987年12月18日 |
| 56      | 56      |         | 1988年2月18日  |
| 11      | 11      |         | 1988年3月24日  |
| 58      | 58      |         | 1988年4月15日  |
| 5       | 5       |         | 1988年9月7日   |
| 4       | 4       | 3       | 1988年9月14日  |
| 7       | 7       |         | 1988年9月20日  |
| 18      | 18      |         | 1988年9月27日  |
| 13      | 13      | 14      | 1988年10月20日 |
| 22      | 22      | 121 122 | 1988年10月26日 |
| 14      | 14      |         | 1988年10月27日 |
| 9       | 9       | 2       | 1988年11月5日  |
| 2       | 2       |         | 1988年11月9日  |
| 25      | 25      |         | 1988年11月11日 |
| 10      | 10      |         | 1988年11月17日 |
| 15      | 15      |         | 1988年11月25日 |
| 20      | 20      | 6       | 1988年11月29日 |
| 59      | 59      | 10      | 1988年11月30日 |
| 23      | 23      |         | 1988年12月2日  |
| 3       | 3       | 4       | 1988年12月3日  |
| 24      | 24      | 8       | 1988年12月9日  |
| 6       | 6       | 12      | 1988年12月14日 |
|         |         | 16      | 1998年12月16日 |
|         |         | 18      | 1998年12月20日 |
| 8 21    | 8 21    | 1       | 1988年12月24日 |
| 12      | 12      |         | 1989年2月1日   |
|         |         | 15      | 1989年2月4日   |
| 16      | 16      |         | 1989年2月8日   |
| 17      | 17      |         | 1989年2月14日  |
| 19      | 19      |         | 1989年3月1日   |
| 1       | 1       | 9       | 1989年3月25日  |

JR西日本でも、「やくも」編成に国鉄最末期の1986年度から1992年度にかけて、後藤車両所の施工で普通車指定席車を対象にアコモデーション改善が実施された。従来の座席を改造して座面はバケット型のフリーストップ型リクライニングシートとなったが、リクライニング機構自体の改造は実施していない。座席モケットの色はピンク色と赤紫の2色となり、座席背面に大形テーブルが設けられ、廊下には赤色のカーペットが敷かれた。また荷棚を交換し、ベネシャンブラインドを横引きカーテンに変更している。なおクモハ381形の一部 (2 - 4) は1986年度は改造した座席への交換のみを実施し、それ以外の改造は1988年度に実施している。
1989年以降に改造された残りの車両は、ケット・テーブルの形状が後述の「スーパーくろしお」編成と準じた物に変更され、併せてフリーストップ化が行われている。また荷棚の形状も「スーパーくろしお」編成に準じた物に変更された。全車が改造されてからは、両タイプが指定席・自由席で混用される様になった。
| クモハ381 | モハ380 | モハ381 | クハ381 | 改造日         |
| --------- | ------- | ------- | ------- | -------------- |
| 1         |         |         |         | 1987年2月9日   |
|           | 78      |         |         | 1987年2月13日  |
|           | 81      |         |         | 1987年2月23日  |
|           | 76      |         |         | 1987年3月4日   |
|           | 90      |         |         | 1987年3月13日  |
| 5         | 88      |         |         | 1987年3月27日  |
| 9         | 72      |         |         | 1987年11月7日  |
| 6         | 75      |         |         | 1988年2月9日   |
|           | 73      | 73      | 139     | 1988年3月11日  |
|           | 87      | 87      | 141     | 1988年3月31日  |
| 7         | 66      |         |         | 1988年4月28日  |
| 8         | 84      |         |         | 1988年6月10日  |
|           | 69      | 69      | 129     | 1988年11月19日 |
| 4         |         |         |         | 1988年12月3日  |
| 3         |         |         |         | 1988年12月22日 |
| 2         |         |         |         | 1989年3月11日  |
|           | 77      | 77      | 134     | 1990年8月9日   |
|           | 83      | 83      | 138     | 1990年11月1日  |
|           | 74      | 74      | 132     | 1991年7月9日   |
|           | 86      | 86      | 140     | 1991年10月1日  |
|           | 89      | 89      | 142     | 1992年3月1日   |
|           | 68      | 68      | 128     | 1992年4月10日  |
|           | 80      | 80      | 136     | 1992年12月11日 |
|           | 71      | 71      | 130     | 日時不明       |
|           | 92      | 92      |         | 日時不明       |

### 「スーパーくろしお」編成改造

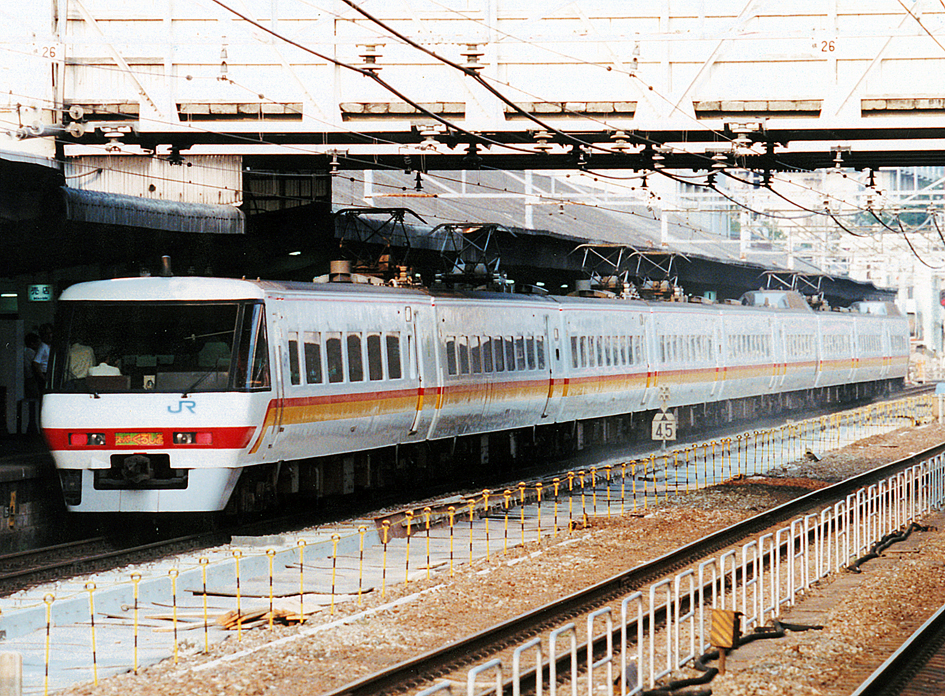
「スーパーくろしお」旧塗色
1992年 京都駅

「くろしお」のグリーン車の利用増による高級化志向を反映し、また若年層や家族客への需要拡大を目指し海岸美を楽しませゆったりとした旅を志向すべく、1989年4月から1989年8月までに6両編成4本が改造された。その後、好調な利用に応えるため1991年3月までに6両編成1本と3両付属編成3本が追加された。施工は吹田工場である。
グリーン車は先述のパノラマグリーン車クロ380形である。普通車は「やくも」のアコモ改造車と同様に座席は従来品の改造ながら、簡易式リクライニングシートながらエアダンパを使ってフリーストップ化し、生地張替と同時に背ずり・座面を改良してバケット式のリクライニングシートとなり、座席背面には大形テーブルも設けられた。更にこの改造では座面改良時に高さを50mm上げた他、座席背面の構造に工夫を凝らし、リクライニング角度を大きく取っている。その結果、485系グレードアップ改造車の新品のリクライニングシートと遜色ないものになった。化粧板や床も交換した他、グリーン車と同様横引きカーテン化も実施された。この改造は、1989年以降に「やくも」の未改造車にも施工された。
塗装はリゾート地区を走る特急にふさわしいものとして、白地に和歌山みかんをイメージしたクリームイエロー、太陽をイメージしたトリコロールレッドのラインを入れた物とし軽快で明るいイメージとした。
一時期、サロ381の「スーパーくろしお」塗装車が1両のみ存在していた（サロ381-13）。
| クハ381 | モハ381 | モハ380 | クロ380 | 改造日        |
| ------- | ------- | ------- | ------- | ------------- |
| 101 102 | 26 27   | 26 27   |         | 1989年4月25日 |
|         | 40 64   | 40 64   |         | 1989年5月26日 |
| 117 118 | 50      | 50      |         | 1989年6月18日 |
|         |         |         | 1       | 1989年7月7日  |
|         | 51 52   | 51 52   | 2       | 1989年7月17日 |
|         | 85      | 85      | 3       | 1989年7月18日 |
|         |         |         | 4       | 1989年8月10日 |
| 105     | 31 33   | 31 33   |         | 1990年4月27日 |
| 112     | 43      | 43      |         | 1990年6月2日  |
| 107 108 | 34 36   | 34 36   |         | 1990年7月2日  |
|         |         |         | 5       | 1990年7月24日 |

また「スーパーくろしお」の登場を受けて、次のアコモ改造工事も1989年度から1992年度にかけて実施されている。

#### 「くろしお」普通車アコモデーション改造工事
残った「くろしお」の普通車について、先述の「やくも」「スーパーくろしお」普通車とほぼ同じ（改良型簡易リクライニングシートに改造した一方、通路へのカーペット敷を省略）アコモ改造が実施された。

#### 「くろしお」「やくも」グリーン車グレードアップ改造
「くろしお」「やくも」のサロ381形について、1989年度から1992年度にかけて下記のグレードアップ改造が行われた。
- 床を絨毯引き
- 荷物棚の改良
- 客室仕切り扉を自動ドア化する
- ベネシャインブラインドを横引きカーテンに
- 座席をクロ380形と同じものに
- 化粧室をタイル張りのユニット化粧台に交換
- トイレを更新して洋式化

### 「スーパーやくも」編成改造工事

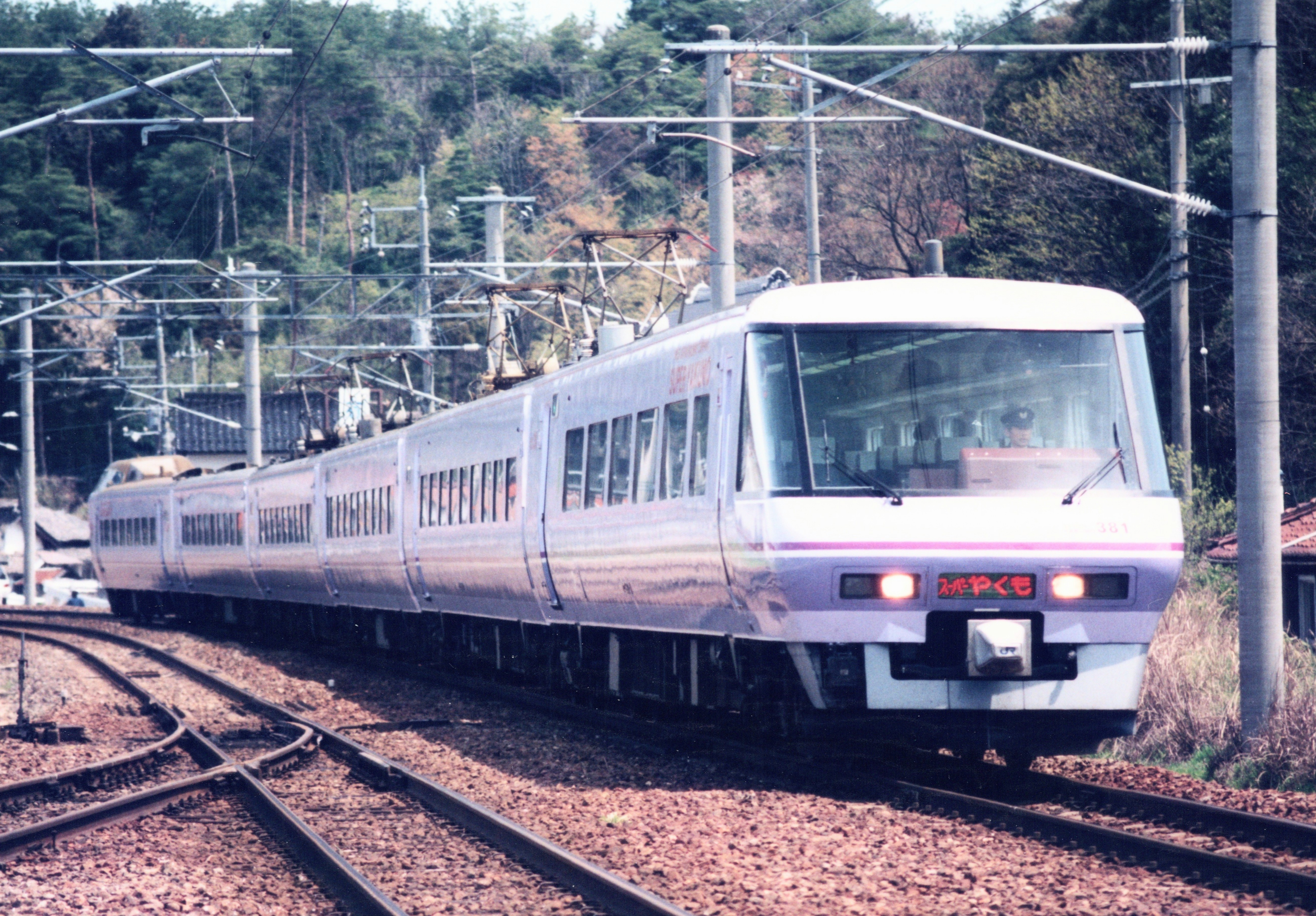
スーパーやくも

「スーパーやくも」運行開始のため、1994年から1995年にかけて18両（6両編成3本）が後藤車両所で改造された。また、1997年11月29日のダイヤ改正で「スーパーやくも」が増発されることになり、アコモ改造の際に「スーパーやくも」塗装に変更された車両もある。
改造内容は以下のとおり。
- 塗装は薄紫色をベースにおうち・アイボリーホワイト・カキツバタの3色の帯を配置[71]
- 3編成のうち2編成はグリーン車をクロ380形とした。改造内容は形式解説に記載した「スーパーくろしお」編成用のクロ380形に準じるが、内装は薄紫色をベースに座席モケットを藤色とする[72]
- 普通車はシートピッチを拡大（910 mm→1,000 mm[72]、各車定員は10名減[71]）。内装は伯備線を囲む森林と山々の緑の鮮やかさを表す緑色をベースとする[71]

落成直後は「381Yakumo」および「WEST JAPAN RAILWAY COMPANY/SUPER YAKUMO」のロゴがない状態で運用されていた。
1997年にサロ381形組込編成が2本追加改造されたが、こちらは後述の緑色系塗装の編成と同様にグリーン車が3列化されている。
2006年3月ダイヤ改正で「スーパーやくも」の名称を「やくも」に統一したのに伴い、これまで「スーパーやくも」に充当されていた車両に表記されていた英称「SUPER YAKUMO」から「SUPER」という表記と「WEST JAPAN RAILWAY COMPANY」の文字が除去された。
その後は#「ゆったりやくも」改造や検査に合わせて塗装が変更され、2008年10月24日に後藤総合車両所に入場したサロ381-31を最後に「スーパーやくも」塗装は消滅した。
スーパーやくも化改造直後の3両（クハ381-136とモハ380/381-80）はクハ車の前面帯が繋がっておらず（+赤帯もない）、紫と赤の合間に通されていたアイボリーホワイトの帯がないといった違いがあったが、出場後早期に修正された。
| クハ381 | モハ381 クモハ381 | モハ380 | サロ381 | クロ380 | 改造日         |
| ------- | ----------------- | ------- | ------- | ------- | -------------- |
| 136     | 80                | 80      |         |         | 1994年5月25日  |
|         |                   |         | 23      |         | 1994年7月9日   |
|         | 68                | 68      |         |         | 1994年7月15日  |
| 134     | 77                | 77      |         |         | 1994年8月8日   |
|         | 89                | 89      |         |         | 1994年8月29日  |
|         |                   |         |         | 6       | 1994年11月25日 |
|         |                   |         |         | 7       | 1994年12月19日 |
| 138     | 83                | 83      |         |         | 1995年2月17日  |
|         | 2                 | 81      |         |         | 1995年3月18日  |
|         |                   |         | 24      |         | 1997年8月11日  |
| 130     | 9                 | 72      |         |         | 1997年10月3日  |
|         |                   |         | 31      |         | 1997年10月13日 |
|         | 86                | 86      |         |         | 1997年10月14日 |

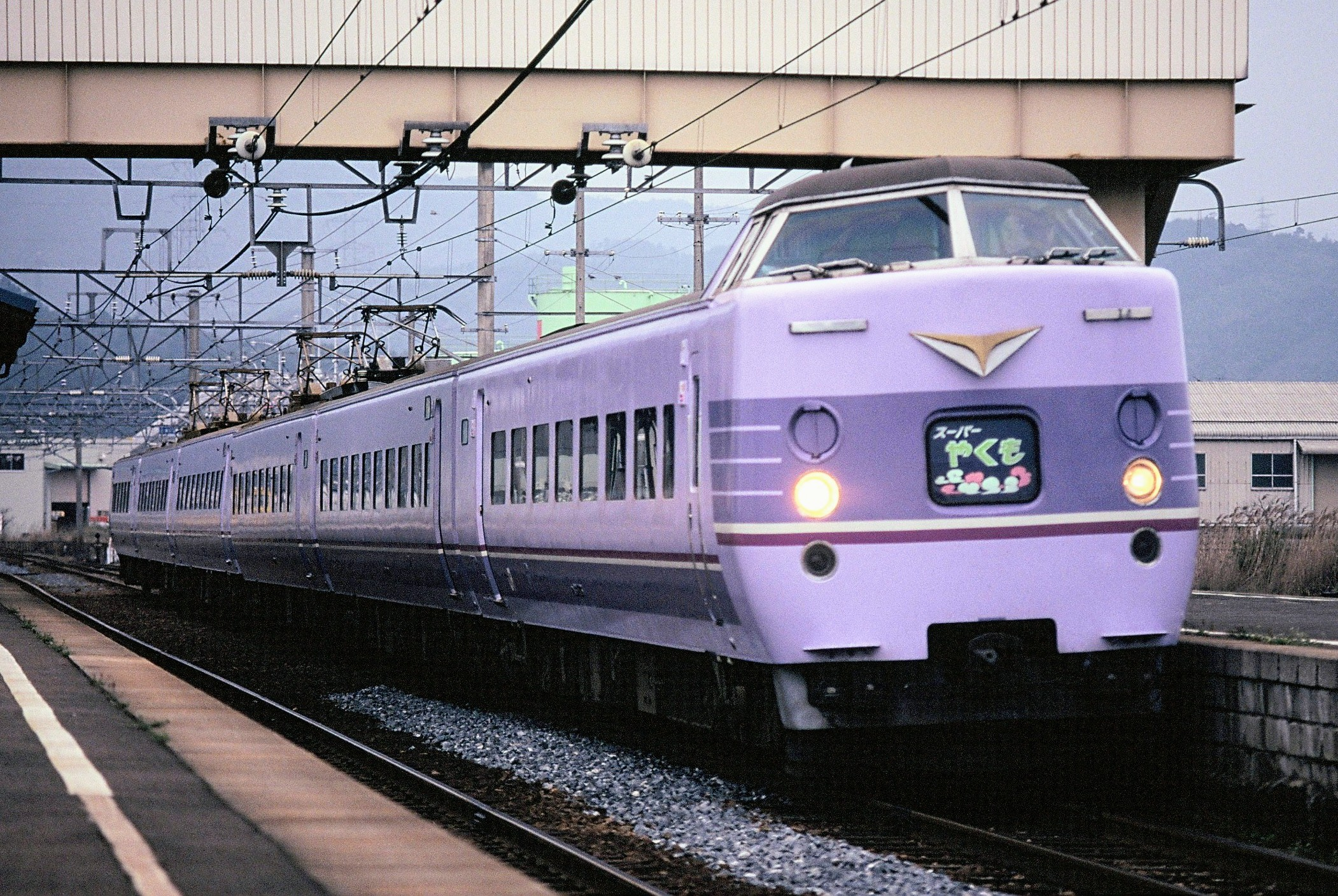
スーパーやくも運行時の非パノラマ編成
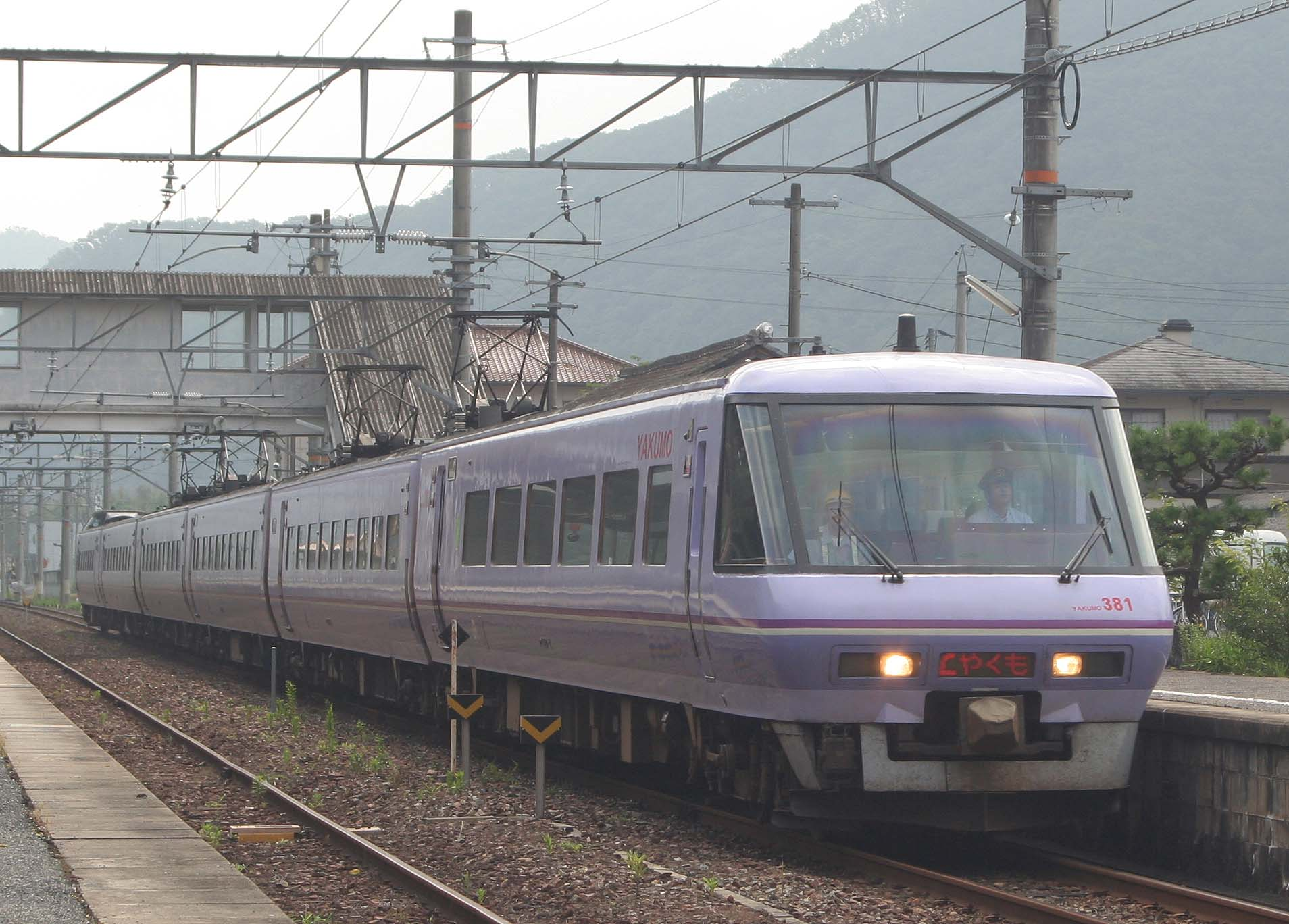
旧「スーパーやくも」塗色 パノラマ編成
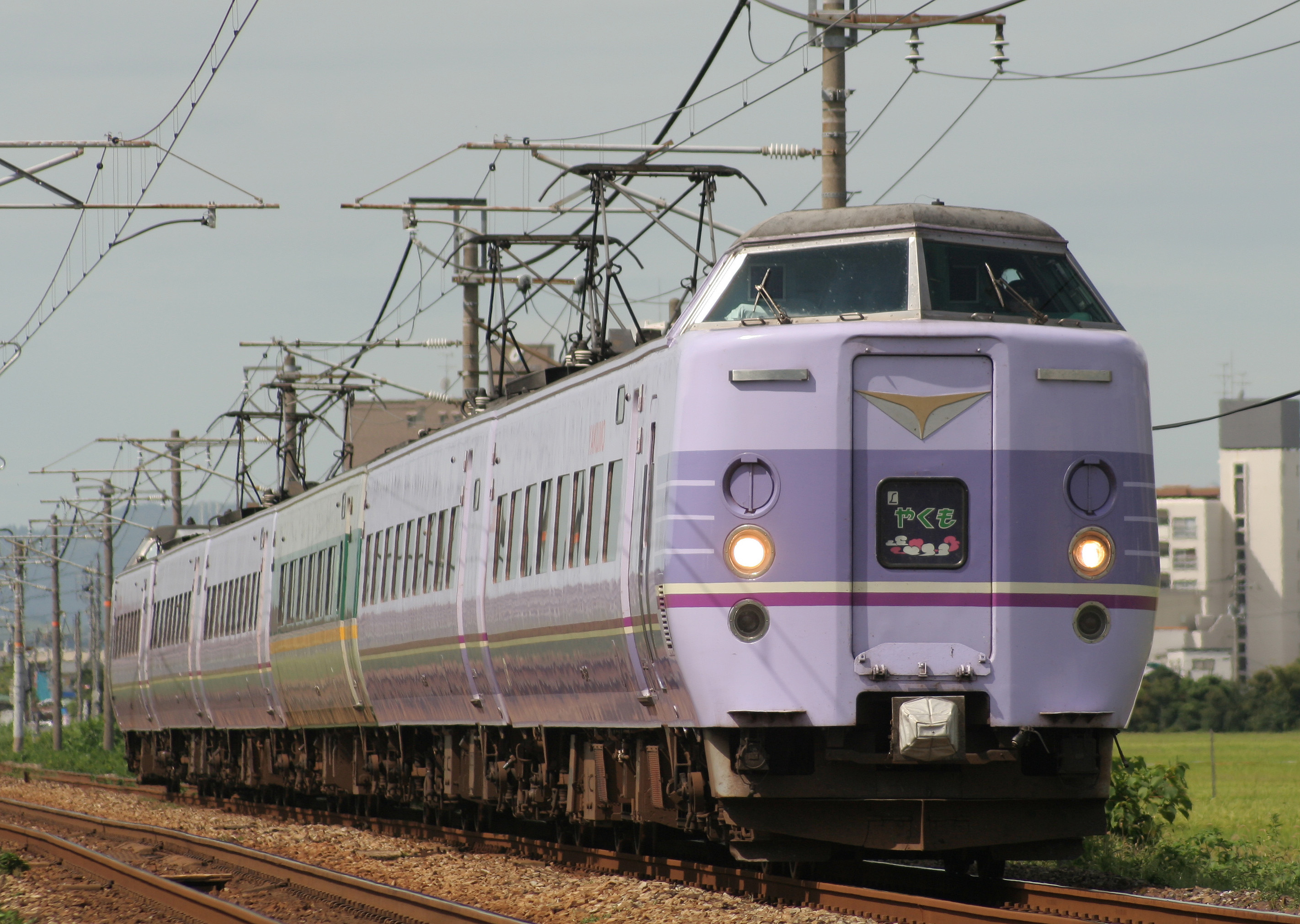
旧「スーパーやくも」塗色 非パノラマ編成

### 「スーパーくろしお」「くろしお」「やくも」アコモ改造

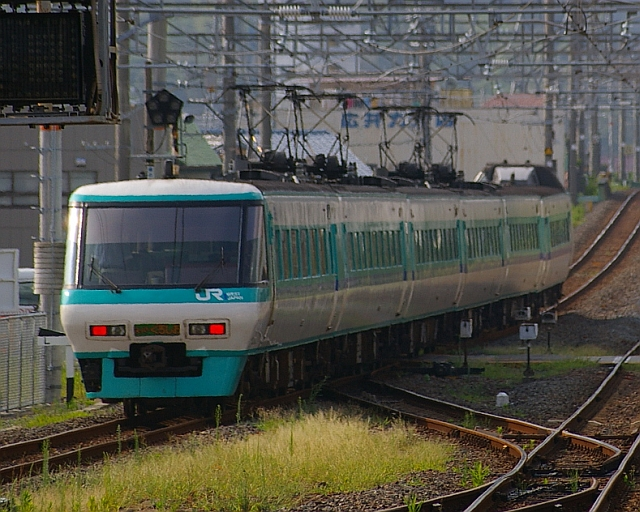
「スーパーくろしお」アコモ改造車

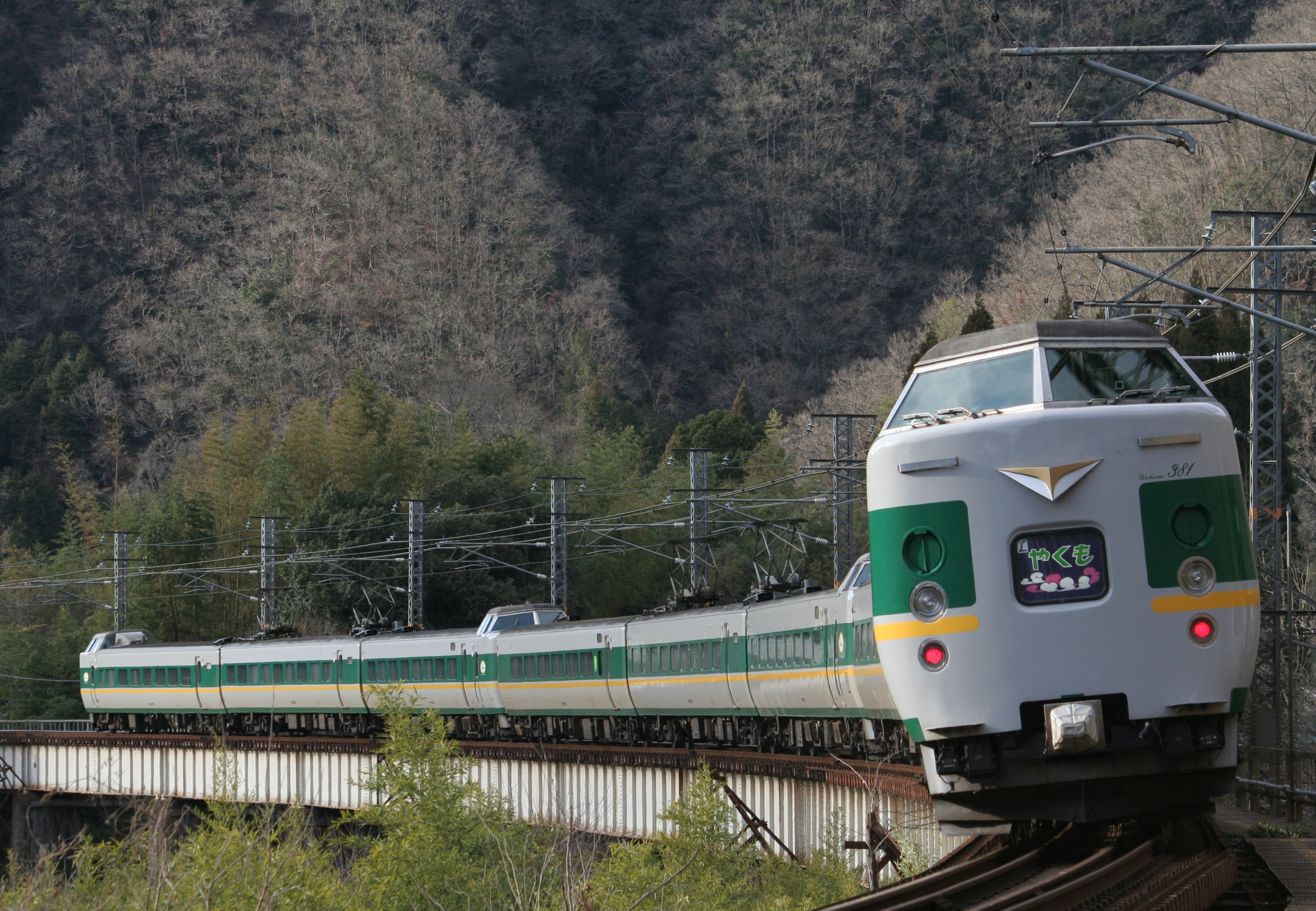
「やくも」アコモ改造車

他交通機関に対する競争力の維持を図ること、また283系導入後も「くろしお」系統において381系を継続使用することから、日根野所属車のうち、「くろしお」用9両編成×7本、「スーパーくろしお」用6両編成×5本、3両編成×3本の計102両に1998年12月から2000年3月にかけて大規模改造が実施された。また、「やくも」に使用される車両についても、「スーパーやくも」の増発により「やくも」用車両を使うことが増加するため1997年4月より同様の改造が実施された。
改造内容は普通車は「スーパーやくも」用と同様にシートピッチの1,000mmへの拡大することと座席の改造、更にグリーン車の3人掛座席化、塗色変更などである。「くろしお」編成用車両は、サロ381形→サハ381形、クハ381形（和歌山・白浜・新宮向）→クロ381形への改造を実施して、「スーパーくろしお」編成とグリーン車位置を統一した。また、シートピッチを拡大したことで一部の席が側壁の冷房立上りダクトと競合する位置になったため、その部分の席は片側1人掛席に変更されている。具体的にはクハ381形の11番、モハ380形の6番、モハ381形の6番、サハ381形の12番のそれぞれA・D席、クロ381形の4番A席が欠番となっている。グリーン車の座席は、2列側は0系「ウエストひかり」グリーン車の転用である。また、トイレにあった小窓が埋められている。グリーン車・普通車ともベネシャンブラインドは取外されて横引カーテンに交換された。クロ380形と異なり窓構造はそのままである。
塗装は「くろしお」「スーパーくろしお」編成は共に統一され、283系に似せた白地にオーシャンブルー・青色の帯となった。乗務員室後部には681系以降の新造車で採用されている「JR WEST JAPAN」のロゴが追加されている。
「やくも」編成は普通車の座席は赤紫・緑系の座席を採用しているが、前者のアコモ改善時期の違いで形状が2種類ある他、荷棚の形状も同様に2種類ある。サロ381形はグリーン車のまま3列化更新されている（うち2両は『スーパーやくも』塗装）。車体色は灰色地に緑色・黄色の帯に変更され、スーパーやくも用車と同じく落成後暫くは「381 Yakumo」のロゴがない状態で運用された。「スーパーやくも」とは別塗装とされたが「スーパーやくも」を「やくも」に統一した後は混用された。なおリニューアル「くろしお」同様、冷房立上りダクト側面の座席は欠番となっている。
「やくも」アコモ改造編成は1997年4月13日の「やくも」2号（出雲市→米子）で運転を開始した。
| クハ381 | クモハ381 | モハ380 | 改造日        |
| ------- | --------- | ------- | ------------- |
|         | 3         |         | 1997年3月22日 |
|         |           | 76      | 1997年3月24日 |
| 141     |           |         | 1997年3月31日 |

| クハ381 | モハ381 +モハ380 | モハ381 +モハ380 | クロ381 クロ380 | サハ381 | 改造日         |
| ------- | ---------------- | ---------------- | --------------- | ------- | -------------- |
| 103     | 28               | 30               | 104             |         | 1998年11月18日 |
|         | 35               |                  |                 | 17      | 1998年11月18日 |
| 504     | 50               | 51               | 3               |         | 1998年12月24日 |
|         | 54               |                  |                 |         | 1998年12月24日 |
| 123     | 60               | 62               | 124             | 13      | 1999年1月19日  |
|         | 42               |                  |                 |         | 1999年3月5日   |
| 111     | 41               | 45               | 106             | 12      | 1999年3月10日  |
| 505     | 85               | 52               | 4               |         | 1999年4月13日  |
| 119     | 53               | 55               | 120             | 19      | 1999年4月21日  |
|         | 32               |                  |                 |         | 1999年7月1日   |
| 113     | 44               | 46               | 114             | 16      | 1999年7月5日   |
|         | 39               |                  | 110             | 11      | 1999年7月16日  |
|         |                  |                  |                 | 22      | 1999年10月18日 |
| 125     | 63               |                  | 126             |         | 1999年10月20日 |
|         | 65               |                  |                 |         | 1999年10月21日 |
| 503     | 31               | 33               | 5               |         | 1999年10月27日 |
| 107     | 34 +501          |                  |                 |         | 1999年10月29日 |
| 112     | 43 +503          |                  |                 |         | 1999年12月20日 |
| 502     | 40               | 64               | 2               |         | 1999年12月27日 |
| 108     | 36 +502          |                  |                 |         | 2000年3月13日  |
| 501     | 26               | 27               | 1               |         | 2000年3月16日  |

### 「ゆったりやくも」改造工事
| グリーン車内 |  | 普通車内 |
| グリーン車内 |  | 普通車内 |

2006年12月にJR西日本から「やくも」編成のリニューアル（「ゆったりやくも」）が発表された。当初、2010年（平成22年）度までに旧「スーパーやくも」用編成含め、すべての編成に施工されると発表されていたが、6両が改造対象から除外されて廃車となり、2011年7月までに57両に施工された。
主な改造内容は、座席を683系と同等型のものへ交換、和式トイレの洋式化および女性用トイレ、男性小用トイレの設置、喫煙室（2009年6月1日廃止のため、以降の改造車はフリースペース）の設置、塗装変更、窓側座席の足元にあった通風ダクトの撤去（一部車両を除く）など。改造が終了した車両には「ゆったりやくも」の愛称が与えられた。また、2007年時点で統一されていなかった「やくも」塗装および「スーパーやくも」塗装が、改造に伴い「くろしお」用と似たレイアウトの白と赤系統のものに変更されている。これは、大山の冠雪の「白」と、出雲大社の巫女の「赤」をイメージしている。そのほか、クロ380形組込編成などのモハ380形の一部とサロ格下げのサハ381形全車は、座席を一部撤去して車いすスペースを設置した、簡易バリアフリー工事施工済みの200番台が登場している。

## 運用
本節では主たる運用線区別の分類を行い、国鉄・JR化後を通じて解説を行う。

### 中央西線
中央西線電化開業に伴う1973年7月10日のダイヤ改正で、特急「しなの」8往復のうち6往復（名古屋 - 長野）で運転を開始した。これに合わせて、長野運転所（現・長野総合車両センター）に47両が配置された。キハ181系気動車によって運転されていた2往復も、増備車（30両）の投入で1975年3月10日ダイヤ改正で381系化され、所要時間の短縮および本形式の大阪駅乗り入れが開始された。1978年10月2日ダイヤ改正からは、1往復増発の計9往復となったことから、11両が新製配置された。長野運転所への新製投入は計88両となった。
なお、導入後1年の時点で長野工場で検査をしたところ、振り子作用の影響による車輪の摩耗が予想以上に激しいことが判明し、予備車確保のため1974年5月から1975年5月までの間（多客期を除く）、MM'ユニット（3・4号車）を減車した7両編成で運転した。
1982年5月17日の塩尻駅移転で中央西線 - 篠ノ井線直通列車のスイッチバックが解消したため、編成の号車番号が逆転した。1982年11月15日ダイヤ改正では、「しなの」1往復が運転区間延長により大糸線白馬駅まで乗り入れるようになった。さらに、上越新幹線開通によって余剰となった183系のうち84両を長野運転所に転属させたため、車両配置に余裕のある神領電車区（現・神領車両区）に88両全車が転属した。
1985年3月14日ダイヤ改正では、閑散期にはMM'ユニット（5・6号車）を減車した7両編成で運用されることとなった。ただし、「くろしお」「やくも」では所定7両編成、変更時9両編成とされたのに対し、「しなの」では所定9両編成、変更時7両編成とされた。
JR東海には神領電車区に配置されていた88両が承継された。
分割民営化直前となる1987年3月23日には、神領電車区 - 名古屋間の回送列車を利用した「ホームライナー 」が名古屋 - 中津川間で運転を開始し、同年5月には「ホームライナー多治見」として名古屋 - 多治見間1往復で運転を開始した
1988年3月13日ダイヤ改正では、「しなの」増発（9往復 → 13往復）が行われた。同時に編成の短縮化も行われ、長野方先頭車としてクロ381形を連結した6両編成とした。6両編成での運転は、ダイヤ改正に先駆け3月6日より開始された。また、同年4月末までにパノラマグリーン車（クロ381形10番台）を連結した編成が3本用意され、3往復で運用された。パノラマグリーン車を含む編成はP編成として限定運用となり、時刻表にもその旨掲載されていた。その他のクロ381形0番台とクロ381形50番台組み込み編成は、9本がD編成として共通で運用され、1本は増結用予備車となった。なお、乗客需要に応じて多客期には電動車を1ユニット切り離した4両編成を増結した10両編成、6両編成を分割して増結した9両編成、さらには6両編成を2編成連結した12両編成で運用する姿を見ることができ、クロ381形0番台・50番台、クハ381形0番台の貫通路も活用されて貫通編成を組んだ。
1990年からは383系の開発にあたり、営業中の381系に試作した高速走行用のパンタグラフやシングルアームパンタグラフ、自動操舵式台車などを搭載しテストが行われた実績がある。
1994年8月には、381系の置き換え用として383系試作車6両が登場し、引き続き1996年11月までに量産車70両が落成した。そして同年12月1日ダイヤ改正から「ワイドビューしなの」として営業運転を開始し、本系列は定期運用を失った。1996年度にクロ381形50番台組み込み編成を中心に48両が廃車となったが、残る40両は波動輸送用としてP編成2本は臨時「しなの」に優先的に使用し、残った車両は4両編成×7本に組み変えられて飯田線の特急「伊那路」81号・82号（のちに「ふれあい伊那路」）として運転されたほか、373系の代走として定期「伊那路」や東海道本線の「ホームライナー」にも充当された。団体列車としても運用され、金光臨として山陽本線の金光駅まで入線したことがある。
1998年2月開催の長野オリンピックでの波動輸送の終了後、1998年11月から12月にかけて4両編成×6本、2001年に4両編成×1本が廃車となった。オリジナルタイプの貫通形の先頭車は「しなの」用のみに存在したが2001年までに廃車されている。2002年以降は6両編成2本のみが残されたが、2006年に1本（P1編成）が廃車され、もう1本のP2編成も2008年5月をもって運用を終え、同年5月7日にJR東海浜松工場へ廃車回送され、5月9日から12日にかけて車籍が抹消された。
美濃太田車両区には、1998年12月に除籍されたクロ381-11+モハ381-1+モハ380-1+クハ381-1 の4両編成1本が保管されていたが、このうち先頭車2両が2011年3月に開館した「リニア・鉄道館」へ移設・整備の上展示されることになった。
| クハ381 | モハ381 | モハ380 | サロ381 | モハ381 | モハ380 | モハ381 | モハ380 | クハ381 | 落成       |
| ------- | ------- | ------- | ------- | ------- | ------- | ------- | ------- | ------- | ---------- |
| 2       | 2       | 2       |         | 1       | 1       |         |         | 1       | 1973.5.18  |
| 4       | 5       | 5       |         | 4       | 4       | 3       | 3       | 3       | 1973.5.21  |
| 6       |         |         | 1       | 7       | 7       | 6       | 6       | 5       | 1973.6.21  |
| 8       |         |         | 2       | 9       | 9       | 8       | 8       | 7       | 1973.6.26  |
|         |         |         | 3       |         |         |         |         |         | 1973.6.26  |
| 10      | 12      | 12      |         | 11      | 11      | 10      | 10      | 9       | 1973.6.16  |
| 12      | 15      | 15      | 4       | 14      | 14      | 13      | 13      | 11      | 1973.6.27  |
|         |         |         | 5       |         |         |         |         |         | 1973.6.27  |
| 14      | 18      | 18      | 6       | 17      | 17      | 16      | 16      | 13      | 1974.12.20 |
| 16      | 21      | 21      | 7       | 20      | 20      | 19      | 19      | 15      | 1975.1.9   |
| 18      | 24      | 24      | 8       | 23      | 23      | 22      | 22      | 17      | 1975.1.30  |
|         |         |         | 9       | 25      | 25      |         |         |         | 1975.1.30  |
| 122     | 58      | 58      | 20      | 57      | 57      | 56      | 56      | 121     | 1978.8.7   |
|         | 59      | 59      |         |         |         |         |         |         | 1978.8.7   |

|                | ← 名古屋・大阪長野 → |          |          |          |          |          |          |          |          |
| 号車           | 1                    | 2        | 3        | 4        | 5        | 6        | 7        | 8        | 9        |
| 9両編成（9本） | クハ 381             | モハ 380 | モハ 381 | サロ 381 | モハ 380 | モハ 381 | モハ 380 | モハ 381 | クハ 381 |
| 7両編成（1本） | クハ 381             | モハ 380 | モハ 381 | サロ 381 | モハ 380 | モハ 381 | クハ 381 |          |          |

|      | ← 長野名古屋・大阪 → |          |          |          |          |          |                        |
| 号車 | 1                    | 2        | 3        | 4        | 5        | 6        |                        |
| 編成 | クロ 381             | モハ 381 | モハ 380 | モハ 381 | モハ 380 | クハ 381 | 備考                   |
| P1   | 11                   | 57       | 57       | 11       | 11       | 18       | パノラマグリーン車連結 |
| P2   | 12                   | 13       | 13       | 59       | 59       | 10       | パノラマグリーン車連結 |
| P3   | 13                   | 58       | 58       | 3        | 3        | 4        | パノラマグリーン車連結 |
| D1   | 6                    | 15       | 15       | 4        | 4        | 8        |                        |
| D2   | 2                    | 20       | 20       | 6        | 6        | 12       |                        |
| D3   | 7                    |          |          | 25       | 25       | 121      | クハは非貫通型         |
| D4   | 1                    | 10       | 10       | 7        | 7        | 2        |                        |
| D5   | 51                   | 1        | 1        | 12       | 12       | 15       |                        |
| D6   | 4                    | 9        | 9        | 14       | 14       | 6        |                        |
| D7   | 55                   | 18       | 18       | 5        | 5        | 122      | クハは非貫通型         |
| D8   | 52                   | 23       | 23       | 2        | 2        | 3        |                        |
| D9   | 54                   | 56       | 56       | 8        | 8        | 1        |                        |
| D10  | 5                    | 24       | 24       | 17       | 17       | 16       |                        |
| D11  | 3                    | 21       | 21       | 19       | 19       | 14       |                        |
| D12  | 53                   | 16       | 16       | 22       | 22       | 9        |                        |

太字:1996年11月から1997年3月にかけて廃車
|      | ← 長野名古屋・大阪 → |          |          |          |          |          |            |                        |
| 号車 | 1                    | 2        | 3        | 4        | 5        | 6        |            |                        |
| 編成 | クロ 381             | モハ 381 | モハ 380 | モハ 381 | モハ 380 | クハ 381 | 廃車       | 備考                   |
| P1   | 12                   | 59       | 59       | 57       | 57       | 122      | 2006.9.21  | パノラマグリーン車連結 |
| P2   | 13                   | 58       | 58       | 56       | 56       | 121      | 2008.5.10  | パノラマグリーン車連結 |
| P3   | 11                   | 1        | 1        |          |          | 1        | 1998.12.7  | パノラマグリーン車連結 |
| D1   | 1                    | 14       | 14       |          |          | 2        | 1998.12.14 |                        |
| D2   | 2                    | 20       | 20       |          |          | 12       | 2001.11.30 |                        |
| D3   | 3                    | 3        | 3        |          |          | 3        | 1998.12.4  |                        |
| D4   | 4                    | 9        | 9        |          |          | 6        | 1998.12.21 |                        |
| D5   | 6                    | 6        | 6        |          |          | 4        | 1998.12.4  |                        |
| D6   | 7                    | 12       | 12       |          |          | 15       | 1998.11.30 |                        |

### 阪和線・紀勢本線

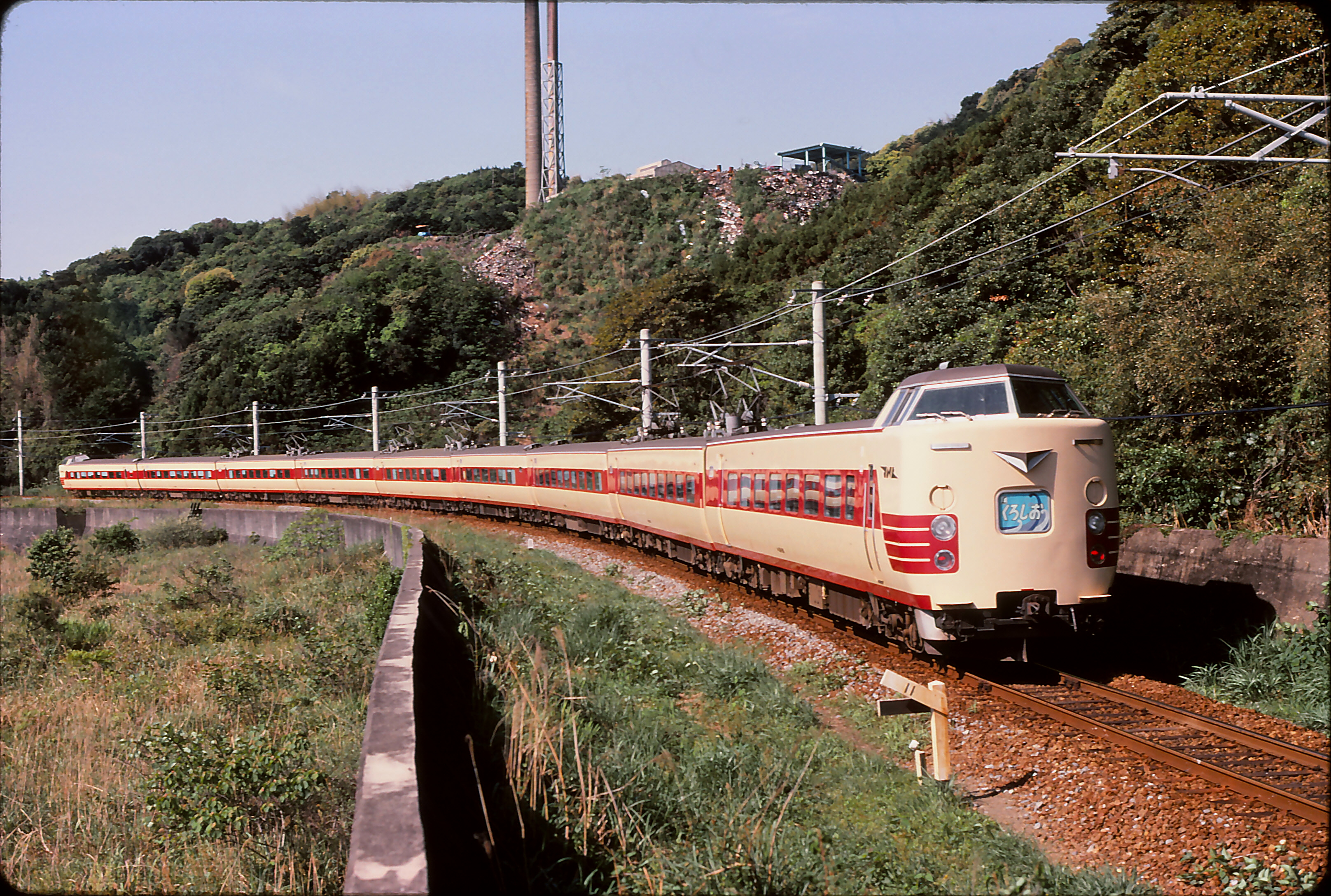
国鉄時代の381系特急「くろしお」（1979年）

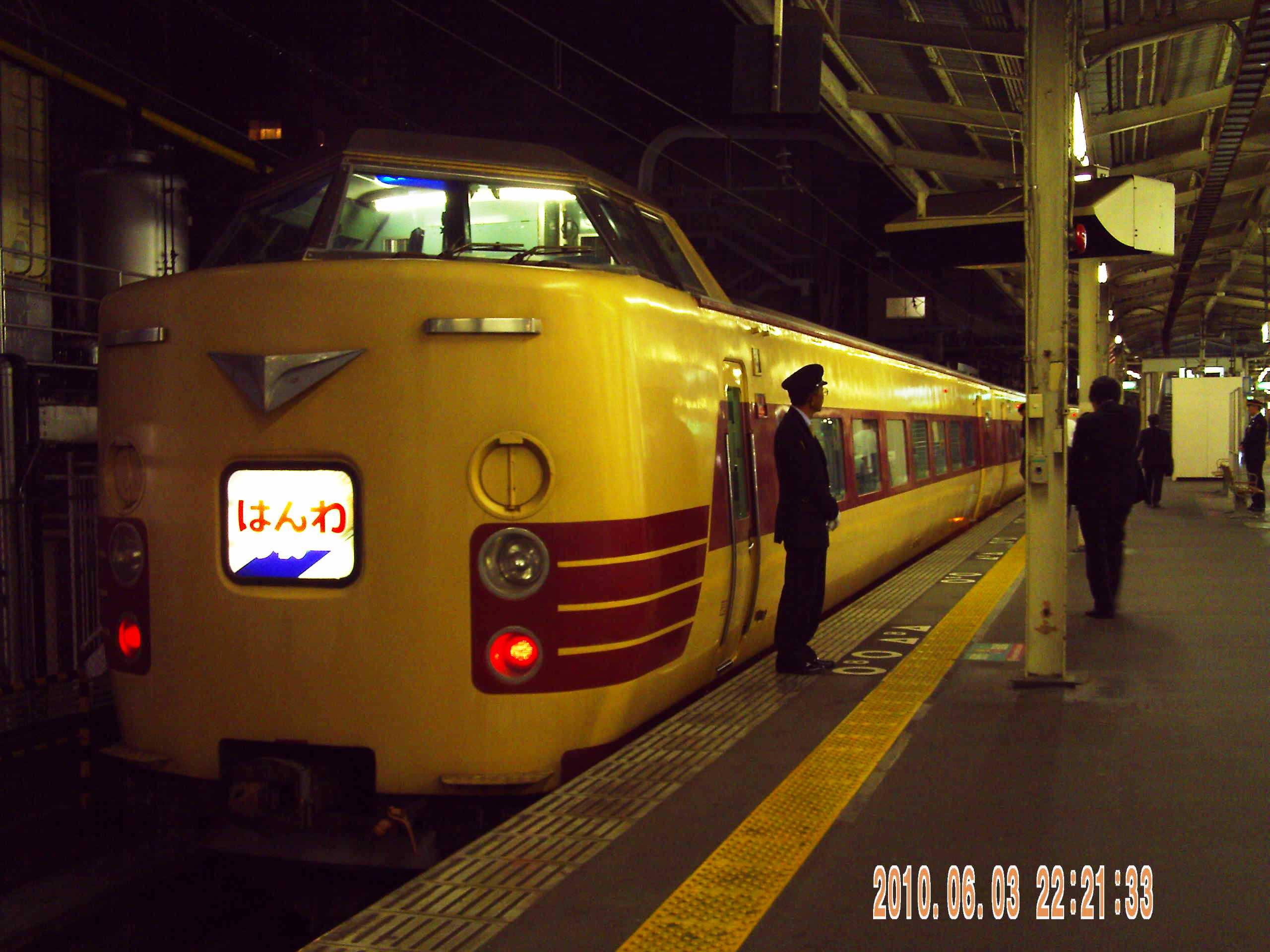
阪和線のホームライナー「はんわライナー」（2010年）

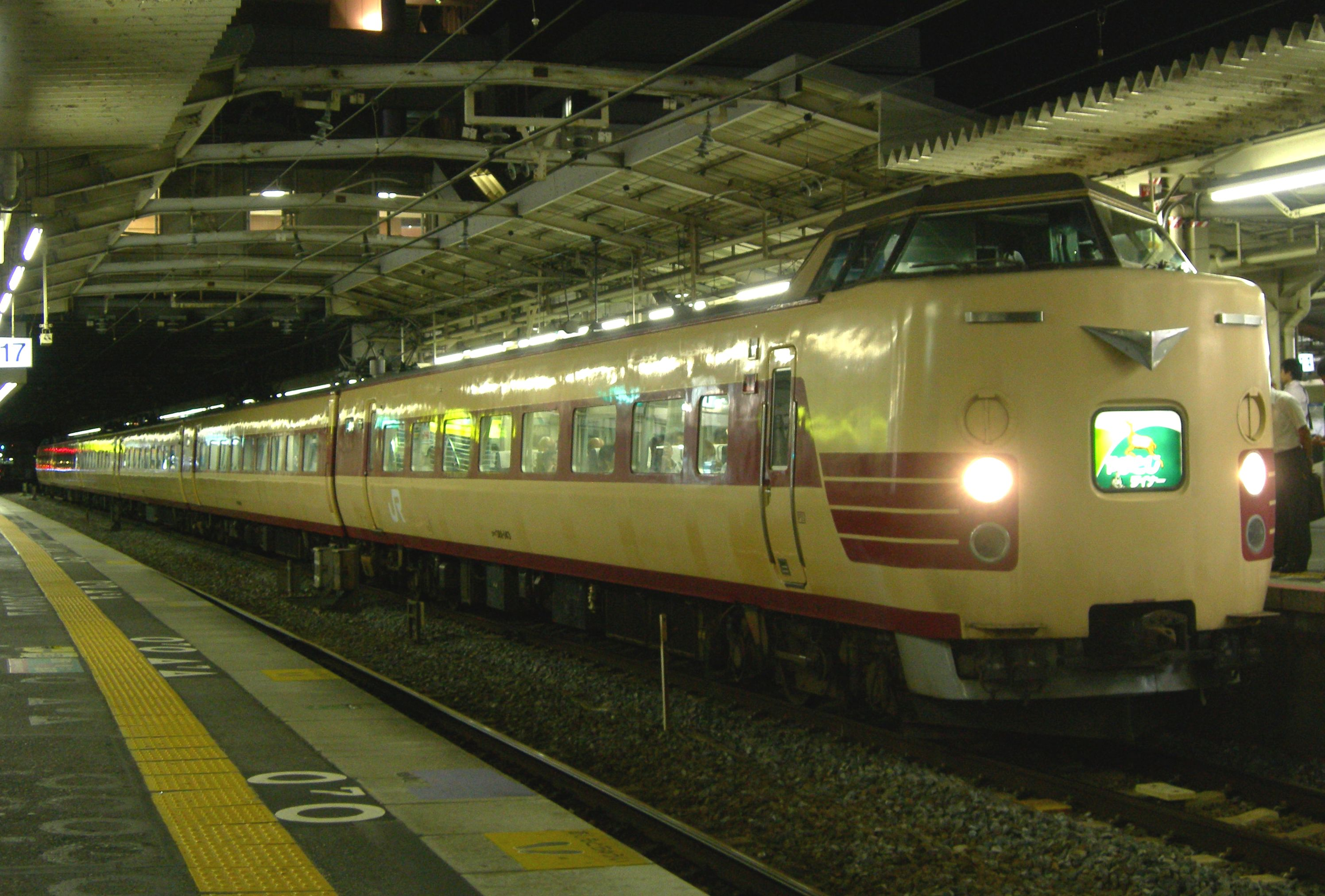
大和路線のホームライナー「やまとじライナー」（2010年）

1978年の紀勢本線和歌山 - 新宮間電化を機に、阪和線・紀勢本線の特急「くろしお」に381系が新製投入された。電化前の気動車特急「くろしお」は7両編成であったのに対し、輸送力増強を図る点から先行投入された特急「しなの」と同様の9両編成とされた。
1976年に紀勢線電化訓練用を名目として7両編成1本が鳳電車区に投入された。その後1978年9月までに83両が落成し、9両編成10本が配置された。作業平準化の観点から同年9月15日より一部「くろしお」に充当され、翌10月2日から「くろしお」7往復（天王寺 - 白浜・新宮）で営業運転を開始した。なお、381系「くろしお」運転開始に合わせて90両すべてが日根野電車区（現：吹田総合車両所日根野支所）に転属している。
気動車時代の特急「くろしお」は名古屋 - 新宮 - 天王寺間で運転されていたが、新宮電化を機に天王寺 - 新宮間電車特急「くろしお」と名古屋 - 紀伊勝浦間気動車特急「南紀」に系統分離された。和歌山機関区のキハ80系は「くろしお」の電車化で余剰となり、36両が名古屋第一機関区へ転属して特急「南紀」「ひだ」へ転用されたほか、2両が向日町運転所、7両が鹿児島運転所へ転属して老朽車の置き換えに充てられた。残る29両は廃車となったが、廃車対象車の中には1960年に東北本線で「はつかり」に投入されたボンネット型のキハ81形も含まれていた。
1980年10月1日ダイヤ改正では、急行「きのくに」の一部を格上げする形で「くろしお」が10往復に増発された。これに対応する18両の新製投入をもって日根野区への381系新製投入は終了した。1984年9月からは、運用間合いを利用した「ホームライナーいずみ」（日根野 - 天王寺）の運用にも就くことになった。
1985年3月14日ダイヤ改正では、閑散期にはMM'ユニット（5・6号車）を減車した7両編成で運用されることとなった。また、4往復残った急行「きのくに」を格上げする形で更なる「くろしお」増発が行われたが、車両需給の関係から381系の追加投入は行われず、485系が投入された。
1986年11月には「ホームライナーいずみ」が運転区間を和歌山まで延長すると同時に「はんわライナー」と名称を変更した。また、所要時間が381系に比べると伸びてしまうなどの弊害から、485系「くろしお」は381系に置き換えられることとなり、出雲電車区から18両（全車普通車の6両編成3本）が転属し、臨時列車2往復に充当された。

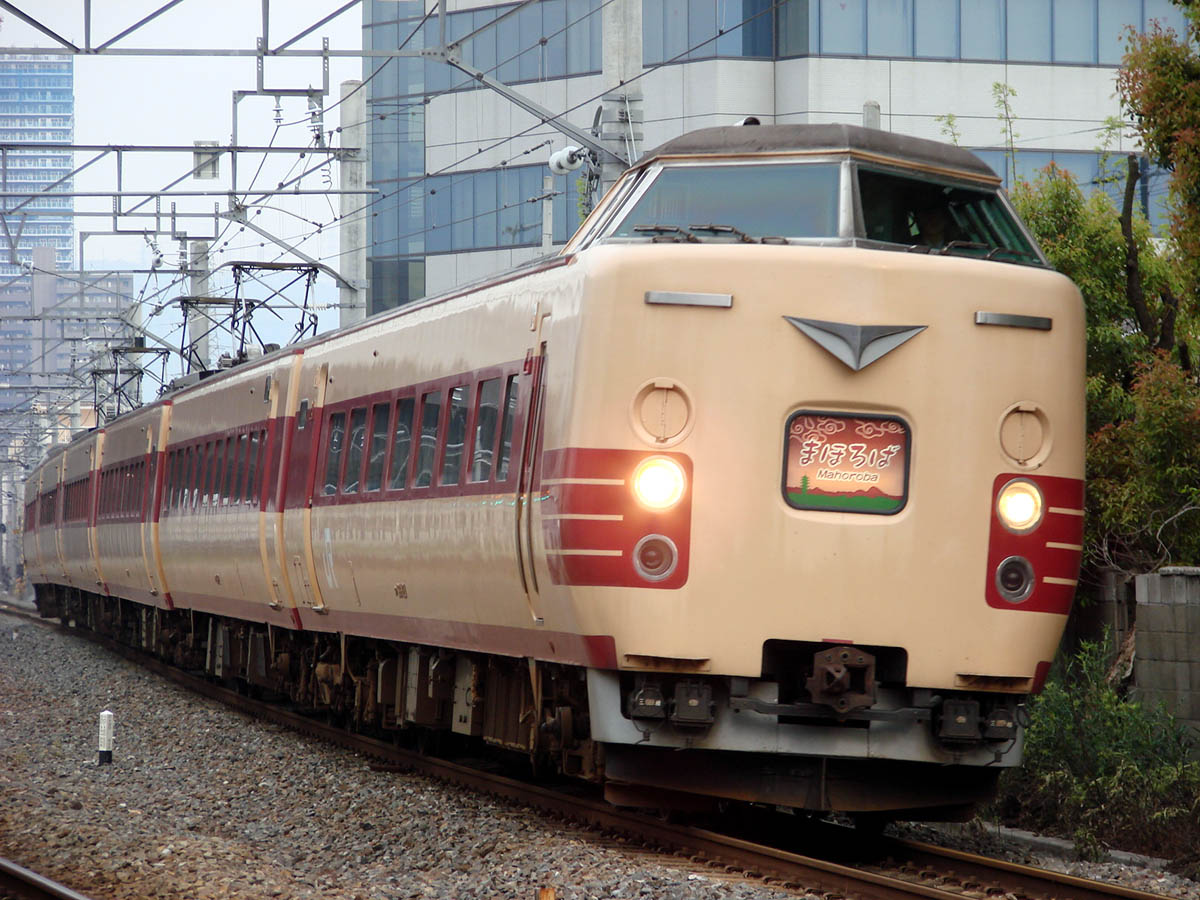
特急「まほろば」で運用されるC編成
2010年4月 - 6月に運転

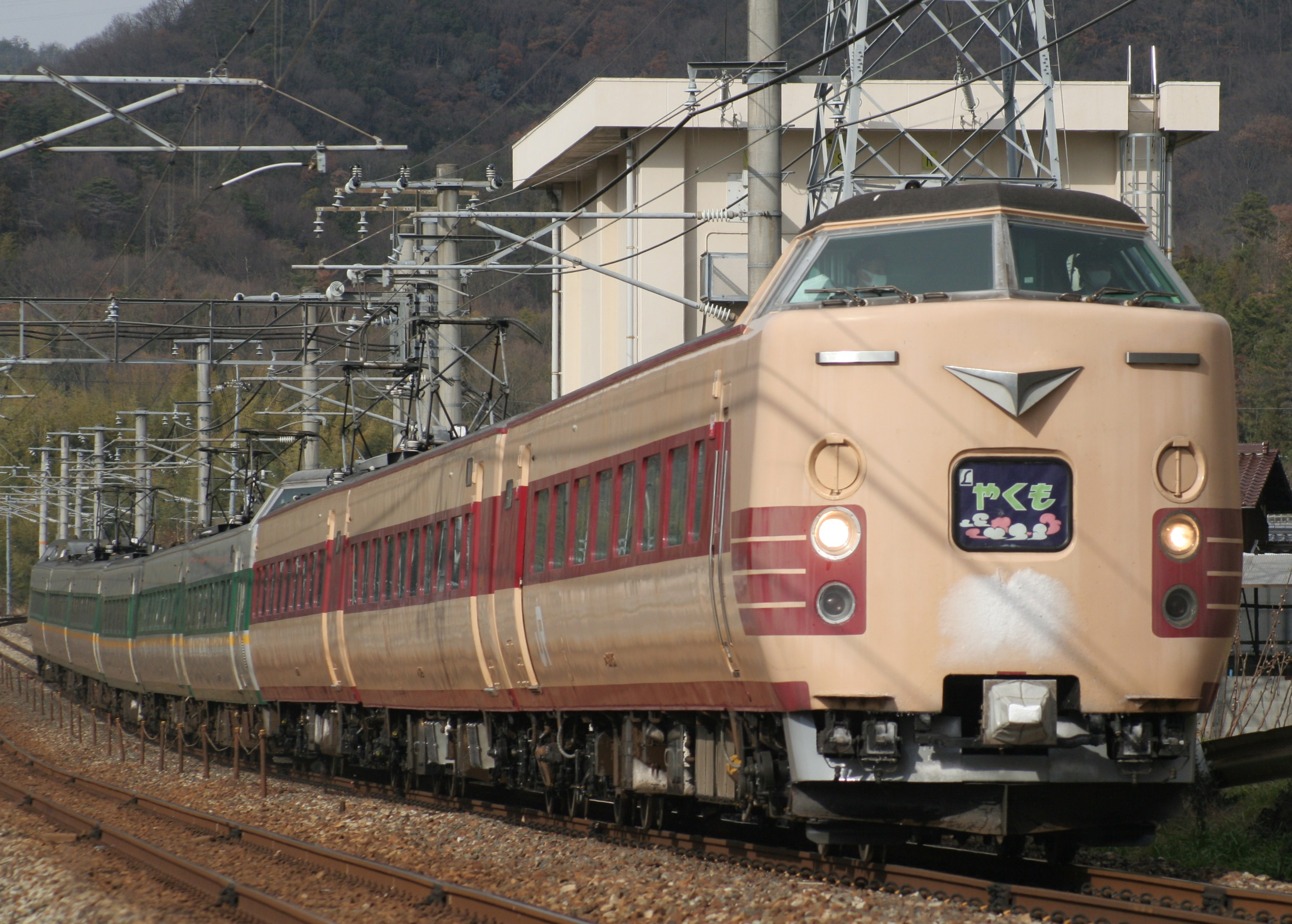
特急「やくも」増結用として運用されるC編成

国鉄分割民営化時には126両が日根野電車区に承継された。
1989年3月11日ダイヤ改正では「くろしお」が4往復増発した15往復とされ、グリーン車を連結しない6両編成（以下、C編成）が初めて定期特急運用に充当された。また同年7月22日には天王寺駅構内の改良工事が竣工し、阪和線と関西本線を結ぶ短絡線が完成したことから、大阪環状線・梅田貨物線・JR京都線を介して新大阪まで5往復、京都まで2往復が運転されるようになった。同時に「スーパーくろしお」を運行開始するにあたり、一部の車両に対して改造工事が施工された（以下、スーパー編成もしくはD編成）。
1998年12月からはC編成（24両）を除いた大半の車両がリニューアル改造された。
C編成は1996年7月31日から制御振り子式電車の283系（オーシャンアロー）の営業運転が開始されたことに伴い、定期「くろしお」運用をもたなくなり、以降の定期運用はホームライナー（「はんわライナー」「やまとじライナー」）のみとなった。多客期の臨時列車や団体列車に充当されることも多く、C602 - C604編成はスノープラウ・水揚げ装置水抜き搭載といった耐寒耐雪工事が施工された。年末年始など多客期には「やくも」の増結および「ゆったりやくも」改造の予備車確保のため後藤総合車両所出雲支所に貸し出されることもあった。2010年12月30日から翌年1月3日にかけて、KTR001形の故障や年末年始の輸送力の確保で183系が不足したため、福知山線（JR宝塚線）・山陰本線の特急「北近畿」の代走として運用された。
2010年3月13日ダイヤ改正時点での運用列車を以下に示す。以下、1号車（下り方先頭車）にクロ380形パノラマグリーン車連結編成をスーパー編成、クロ381形グリーン車連結編成をアコモ編成と記す。
2010年3月13日ダイヤ改正での運用
B編成（アコモ編成）
- くろしお7往復（新大阪 - 白浜：6往復、新大阪 - 新宮：1往復）

C編成（国鉄特急色編成）
- やまとじライナー3本（木津 → JR難波：上り1本、大阪 → 加茂：下り2本）
- はんわライナー6本（天王寺 - 和歌山：上り1本、下り4本、日根野 → 天王寺：上り1本）

- やまとじライナー、はんわライナーは平日のみ運転

D編成（スーパー編成）
- スーパーくろしお6往復（京都 - 新宮：2往復、新大阪 - 新宮：3往復、新大阪 - 和歌山：1往復）

2011年3月12日ダイヤ改正では、ホームライナーの廃止と新宮発着の「くろしお」が2往復削減された。これによってアコモ編成（B編成）の定期新宮乗り入れとC編成の日根野区での運用が終了した。C編成4本のうち、C601編成（クハ381-115以下6両）が廃車となり、C602 - C604編成は福知山電車区に貸し出され、2011年3月12日のダイヤ改正から同年5月31日まで、「北近畿」より改称された「こうのとり」の287系での運用分のうち、一部列車にて車両が出揃うまでの代走として運用されていた。代走運用終了後、同年6月末までにC編成は廃車となった。
2012年3月17日ダイヤ改正で287系が運用を開始した時点では、アコモ編成が「くろしお」3往復、スーパー編成が「くろしお」5.5往復に充当されていた。同年6月1日の287系追加投入によってアコモ編成は定期運用から離脱し、同編成の4号車に設置されていた「パンダシート」は、同年7月23日からスーパー編成に設置された。なお、287系には振り子装置など車体傾斜機能は搭載されていない。
運用を離脱したアコモ編成63両（9両編成7本）のうち、40両は編成を短縮して6両編成6本と4両編成1本に組み替えられ、吹田工場で国鉄色に戻された上で福知山電車区へ転属し、2013年春までに同数の183系を置き換えた。なお、編成から外された増結ユニット（23両）のうちモハ車8両はスーパー編成へ編入され、玉突きで同数のモハ車を置き換えた。残る9両は2012年度内に廃車となり、残る6両は増結用として残留予定とされていたが運用されなかった。6両のうち電動車4両は2014年8月に発生した集中豪雨による故障車置き換え用として2014年10月28日付で福知山区に転属、残るサハ381形2両は同年12月19日付で廃車となった。
2015年3月14日ダイヤ改正以降、スーパー編成が「くろしお」5.5往復で運用されていたが、289系の投入により2015年10月30日をもって運用から離脱した。
上述のとおり2015年10月をもって「くろしお」運用から離脱し、2016年3月までに、基本編成のHD604編成6両と付属編成（HD631 - 633編成）のクハ381の計9両が後藤総合車両所出雲支所に転出、HD602・603・605編成計18両と付属編成の残り6両の計24両が廃車となった。さらに2016年4月12日付で最後まで残ったHD601編成6両が廃車され、吹田総合車両所日根野支所への配置はなくなった。
| 編成番号        | ← 新宮天王寺 → | ← 新宮天王寺 → | ← 新宮天王寺 → | ← 新宮天王寺 → | ← 新宮天王寺 → | ← 新宮天王寺 → | ← 新宮天王寺 → | ← 新宮天王寺 → | ← 新宮天王寺 → |            |
| 編成番号        | 1号車          | 2号車          | 3号車          | 4号車          | 5号車          | 6号車          | 7号車          | 8号車          | 9号車          |            |
| 9両編成（12本） | クハ 381       | モハ 380       | モハ 381       | サロ 381       | モハ 380       | モハ 381       | モハ 380       | モハ 381       | クハ 381       | 新製       |
| 9両編成（12本） | 102            | 27             | 27             | 10             | 26             | 26             | 40             | 40             | 101            | 1976.11.30 |
| 9両編成（12本） | 104            | 30             | 30             | 11             | 29             | 29             | 28             | 28             | 103            | 1978.5.11  |
| 9両編成（12本） | 106            | 33             | 33             | 12             | 32             | 32             | 31             | 31             | 105            | 1978.5.19  |
| 9両編成（12本） | 108            | 36             | 36             | 13             | 35             | 35             | 34             | 34             | 107            | 1978.9.1   |
| 9両編成（12本） | 110            | 39             | 39             | 14             | 38             | 38             | 37             | 37             | 109            | 1978.9.22  |
| 9両編成（12本） | 112            | 43             | 43             | 15             | 42             | 42             | 41             | 41             | 111            | 1978.6.4   |
| 9両編成（12本） | 114            | 46             | 46             | 16             | 45             | 45             | 44             | 44             | 113            | 1978.9.10  |
| 9両編成（12本） | 116            | 49             | 49             | 17             | 48             | 48             | 47             | 47             | 115            | 1978.5.8   |
| 9両編成（12本） | 118            | 52             | 52             | 18             | 51             | 51             | 50             | 50             | 117            | 1978.5.17  |
| 9両編成（12本） | 120            | 55             | 55             | 19             | 54             | 54             | 53             | 53             | 119            | 1978.9.12  |
| 9両編成（12本） | 124            | 62             | 62             | 21             | 61             | 61             | 60             | 60             | 123            | 1980.9.12  |
| 9両編成（12本） | 126            | 65             | 65             | 22             | 64             | 64             | 63             | 63             | 125            | 1980.9.26  |
| 6両編成（3本）  | クハ 381       | モハ 380       | モハ 381       | モハ 380       | モハ 381       | クハ 381       |                |                |                |            |
| 6両編成（3本）  | 127            | 67             | 67             | 79             | 79             | 133            |                |                |                |            |
| 6両編成（3本）  | 135            | 82             | 82             | 85             | 85             | 137            |                |                |                |            |
| 6両編成（3本）  | 131            | 70             | 70             | 91             | 91             | 143            |                |                |                |            |

| 編成番号                | ← 新宮新大阪・京都 → | ← 新宮新大阪・京都 → | ← 新宮新大阪・京都 → | ← 新宮新大阪・京都 → | ← 新宮新大阪・京都 → | ← 新宮新大阪・京都 → | ← 新宮新大阪・京都 → | ← 新宮新大阪・京都 → | ← 新宮新大阪・京都 → |                  |                  |                                      |                    |
| 編成番号                | 1号車                | 2号車                | 3号車                | 4号車                | 5号車                | 6号車                | 7号車                | 8号車                | 9号車                |                  |                  |                                      |                    |
| B編成（7本）            | クロ 381             | モハ 380             | モハ 381             | モハ 380             | モハ 381             | サハ 381             | モハ 380             | モハ 381             | クハ 381             | リニューアル改造 | リニューアル改造 | 廃車                                 | 備考               |
| HB301                   | 104                  | 30                   | 30                   | 35                   | 35                   | 17                   | 28                   | 28                   | 103                  | 1998.11.8        | 1998.11.8        | 2011.12.20（サハ） 2012.4.20（モハ） | 斜字は増結ユニット |
| HB302                   | 110                  | 38                   | 38                   | 39                   | 39                   | 11                   | 37                   | 37                   | 109                  | 1999.7.16        | 1999.7.16        | 2014.12.19                           | 斜字は増結ユニット |
| HB303                   | 106                  | 45                   | 45                   | 54                   | 54                   | 12                   | 41                   | 41                   | 111                  | 1999.3.10        | 1999.3.10        | 2012.4.20                            | 斜字は増結ユニット |
| HB304                   | 114                  | 46                   | 46                   | 32                   | 32                   | 16                   | 44                   | 44                   | 113                  | 1999.7.5         | 1999.7.5         | 2014.12.19                           | 斜字は増結ユニット |
| HB305                   | 120                  | 55                   | 55                   | 67                   | 67                   | 19                   | 53                   | 53                   | 119                  | 1999.4.21        | 1999.4.21        | 2012.8.1                             | 斜字は増結ユニット |
| HB306                   | 124                  | 42                   | 42                   | 62                   | 62                   | 13                   | 60                   | 60                   | 123                  | 1999.1.19        | 1999.1.19        | 2012.4.20                            | 斜字は増結ユニット |
| HB307                   | 126                  | 63                   | 63                   | 61                   | 61                   | 22                   | 65                   | 65                   | 125                  | 1999.10.20       | 1999.10.20       | 2011.12.20（モハ） 2012.6.27（サハ） | 斜字は増結ユニット |
| C編成（4本）            | クハ 381             | モハ 380             | モハ 381             | モハ 380             | モハ 381             | クハ 381             |                      |                      |                      | リニューアル改造 | リニューアル改造 | 廃車                                 | 備考               |
| C601                    | 116                  | 49                   | 49                   | 47                   | 47                   | 115                  |                      |                      |                      | －               | －               | 2011.3.14                            | 国鉄特急色         |
| C602                    | 137                  | 91                   | 91                   | 82                   | 82                   | 127                  | －                   | －                   | 2011.6.4             |                  |                  |                                      | 国鉄特急色         |
| C603                    | 133                  | 79                   | 79                   | 70                   | 70                   | 131                  | －                   | －                   | 2011.6.10            |                  |                  |                                      | 国鉄特急色         |
| C604                    | 143                  | 48                   | 48                   | 29                   | 29                   | 135                  | －                   | －                   | 2011.6.15            |                  |                  |                                      | 国鉄特急色         |
| D編成 （基本編成・5本） | クロ 380             | モハ 380             | モハ 381             | モハ 380             | モハ 381             | クハ 381             |                      |                      |                      | スーパー化       | リニューアル改造 | 廃車                                 | 備考               |
| D編成 （付属編成・3本） |                      |                      |                      |                      |                      |                      | モハ 380             | モハ 381             | クハ 381             | スーパー化       | リニューアル改造 | 廃車                                 | 備考               |
| HD601                   | 1                    | 27                   | 27                   | 26                   | 26                   | 501                  |                      |                      |                      | 1989.7.7         | 2000.3.18        | 2012.5.24 2012.8.1                   | スーパーくろしお   |
| HD602                   | 2                    | 64                   | 64                   | 40                   | 40                   | 502                  | 1989.7.17            | 1999.12.27           | 2012.6.27            |                  |                  |                                      | スーパーくろしお   |
| HD603                   | 5                    | 33                   | 33                   | 31                   | 31                   | 503                  | 1990.7.24            | 1999.10.27           |                      |                  |                  |                                      | スーパーくろしお   |
| HD604                   | 3                    | 51                   | 51                   | 50                   | 50                   | 504                  | 1989.7.18            | 1998.12.24           | 2012.10.11           |                  |                  |                                      | スーパーくろしお   |
| HD605                   | 4                    | 52                   | 52                   | 85                   | 85                   | 505                  | 1989.8.10            | 1999.4.14            |                      |                  |                  |                                      | スーパーくろしお   |
| HD331                   |                      |                      |                      |                      |                      |                      | 501                  | 34                   | 107                  | 1990.12.25       | 1999.10.29       |                                      | スーパーくろしお   |
| HD332                   | 502                  | 36                   | 108                  | 1991.2.8             | 2000.3.13            |                      |                      |                      |                      |                  |                  |                                      | スーパーくろしお   |
| HD333                   | 503                  | 43                   | 112                  | 1991.3.7             | 1999.12.20           |                      |                      |                      |                      |                  |                  |                                      | スーパーくろしお   |

- 太字：廃車
- 下線付き：福知山へ転属

| 編成番号                       | ← 新宮新大阪・京都 → | ← 新宮新大阪・京都 → | ← 新宮新大阪・京都 → | ← 新宮新大阪・京都 → | ← 新宮新大阪・京都 → | ← 新宮新大阪・京都 → | ← 新宮新大阪・京都 → | ← 新宮新大阪・京都 → | ← 新宮新大阪・京都 → |            |                        |
| 編成番号                       | 1号車                | 2号車                | 3号車                | 4号車                | 5号車                | 6号車                | 7号車                | 8号車                | 9号車                |            |                        |
| スーパー編成 （基本編成・5本） | クロ 380             | モハ 380             | モハ 381             | モハ 380             | モハ 381             | クハ 381             |                      |                      |                      | 廃車       | 備考                   |
| スーパー編成 （付属編成・3本） |                      |                      |                      |                      |                      |                      | モハ 380             | モハ 381             | クハ 381             | 廃車       | 備考                   |
| HD601                          | 1                    | 67                   | 67                   | 54                   | 54                   | 501                  |                      |                      |                      | 2016.4.12  | 元スーパーくろしお編成 |
| HD602                          | 2                    | 62                   | 62                   | 40                   | 40                   | 502                  | 2016.1.18            |                      |                      |            | 元スーパーくろしお編成 |
| HD603                          | 5                    | 33                   | 33                   | 31                   | 31                   | 503                  | 2015.11.24           |                      |                      |            | 元スーパーくろしお編成 |
| HD604                          | 3                    | 28                   | 28                   | 50                   | 50                   | 504                  | －                   |                      |                      |            | 元スーパーくろしお編成 |
| HD605                          | 4                    | 52                   | 52                   | 85                   | 85                   | 505                  | 2015.11.13           |                      |                      |            | 元スーパーくろしお編成 |
| HD631                          |                      |                      |                      |                      |                      |                      | 501                  | 34                   | 107                  | 2015.11.13 | 元スーパーくろしお編成 |
| HD632                          | 502                  | 36                   | 108                  | 2015.11.24           |                      |                      |                      |                      |                      |            | 元スーパーくろしお編成 |
| HD633                          | 503                  | 43                   | 112                  | 2016.1.18            |                      |                      |                      |                      |                      |            | 元スーパーくろしお編成 |

- 太字：B編成（アコモ編成）から編入
- 下線付き：出雲へ転属

### 伯備線
1982年7月1日に伯備線・山陰本線の倉敷 - 伯耆大山 - 知井宮（後の西出雲）間が電化され、伯備線井倉 - 石蟹間と山陰本線米子 - 安来間が複線化された。この電化に合わせて知井宮駅付近に出雲電車区（現・後藤総合車両所出雲支所）が新設されるとともに、1981年から1982年にかけて381系9両編成9本が新製配置され、1982年7月から岡山 - 出雲市間の特急「やくも」で運用を開始した。
当初は費用対効果の面から本系列の導入を見送り、上越新幹線の開業によって余剰となる183系1000番台の転用が検討された。しかし上越新幹線の開業遅れと、事情を知った地元が新車を導入するために一致団結し、出雲市知井宮の車両基地・出雲運転区の建設が早く進んだため本系列の導入が実現した。
気動車時代の「やくも」は岡山 - 出雲市・益田間で運転されていたが、電車化を機に出雲市 - 益田間の運転は廃止となった。「やくも」の電車化で捻出された米子機関区のキハ181系は、70両のうち20両が米子に残り「まつかぜ」「はまかぜ」に、43両は向日町運転所に転属して「あさしお」「はまかぜ」に転用されたほか、キサシ180形7両は廃車となった。
1984年7月21日、山陰本線東松江 - 松江間の踏切で「やくも1号」の踏切事故が発生し、先頭1両目のクハ381-132が大破した。同車は車両需要の逼迫などの理由から復旧工事が行われることになり、車両メーカーからの出張工事も行われた結果、クハ381-132は1985年4月25日に後藤工場を出場して復旧した。
1985年3月14日ダイヤ改正では、閑散期にはMM'ユニット（5・6号車）を減車した7両編成で運用されることとなった。
1986年11月1日ダイヤ改正では、1往復増発されることとなったが、基本編成は6両に短縮された。これは、特急「くろしお」に充当されていた485系を381系に置換えるためであり、各編成から3両ずつ（クハ381形+モハ381形+モハ380形）の計27両を抜き取りそのうちの18両が485系置換え用として日根野電車区に転属した。クハ381形が不足するため、各編成の6号車（基本編成岡山方先頭車両）は先頭車化改造を行ったクモハ381形を連結する。また、指定席車両のグレードアップ改造も行われた。

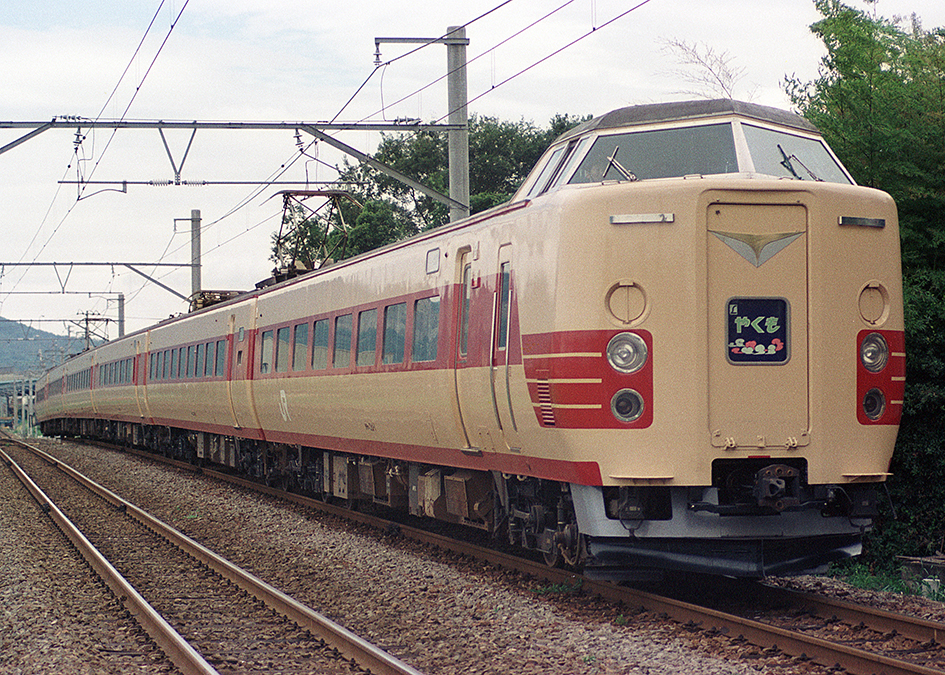
クモハ381形「やくも」
1988年 八十場駅付近

国鉄分割民営化時には63両がJR西日本に継承された。分割民営化後から編成の短縮化が見られるようになり、一部列車では普通車のみの3両編成となるものもあらわれた。また、1994年12月3日からは速達列車である「スーパーやくも」が運転を開始。塗装などを変更した専用編成が用意された。「スーパーやくも」編成以外の車両は、1997年4月からのリニューアル改造施工に合わせて緑と灰色の「やくも」色に塗り替えられた。
予備車両の関係から、多客期を中心に「スーパーやくも」編成に通常の「やくも」色の車両が混結される場合があった。2006年3月ダイヤ改正で「スーパーやくも」が「やくも」に統合され、混色編成が見られることが多くなった。また、同改正よりすべての「やくも」にグリーン車が連結されるようになったことから、3両編成での運用がなくなった。2007年4月3日から内装や塗装をリニューアルした「ゆったりやくも」編成が登場した。現在はすべての列車が「ゆったりやくも」編成で運転される。
2015年11月以降、吹田総合車両所日根野支所および福知山電車区から計11両が転入している。方向幕は幕式のままで、号車番号・特急サボ受けなどが撤去されずに現存している。
2016年3月に自動解結装置を新たに装備したクモハ381-502とモハ380-569が誕生し、この改良でクモハ381-502には更に専用の赤いスカートが取り付けられている。その後さらに11両に自動解結装置が装備されている。
くろしお色であった日根野支所転入車6両編成1本は、2018年9月21日に5両が、2018年10月5日に1両がそれぞれ廃車された。2019年4月1日現在、後藤総合車両所出雲支所に62両（「ゆったりやくも」車両57両、吹田総合車両所日根野支所・福知山電車区から転入して簡易アコモ改造を受けた5両）が所属しており「やくも」15往復に充当されている。
2021年3月のダイヤ改正でJR東日本の185系が定期運用を失ったため、本系列は定期列車での運用をもつ唯一の国鉄特急形電車となったが、2024年春から後継車両となる273系の投入が開始され、同年6月15日をもって本系列は定期運行を終了。臨時列車での運用も翌2025年に終了し、同年3月中に全車が廃車となった。

#### 復刻塗装
2021年の新型車両投入発表と同時に、過去に存在した381系の車体塗色を再現する企画「特急『やくも』リバイバル企画」が開始された。
2022年3月19日には、第一弾として国鉄色1編成（6両、クモハ381-507+モハ380-66+サハ381-231+モハ381-71+モハ380-71+クロ381-141）が投入。先頭部にJNRマークのステッカーが貼り付けられているほか、クロ381-141の前面表示幕に過去に充当された列車のヘッドマークが追加されており、イベント等で公開されている。
2023年2月には、第二弾として1編成（6両、クハ381-138+モハ381-83+モハ380-283+モハ381-73+モハ380-573+クロ380-6）が「スーパーやくも」塗装に変更された。2月17日にモハ381-73+モハ380-573を除く4両編成で営業運転を、2月20日からは「ゆったりやくも」塗装の中間車を組み込んだ6両編成で営業を開始。塗装変更の完了した中間車2両が2023年3月14日に後藤総合車両所を出場、出雲支所に回送され、先行投入されていた4両編成に組み込まれ、同月16日から6両編成での営業運転を開始した。
2023年11月5日には、第三弾として1編成（4両、クモハ381-503＋モハ380-76＋サハ381-228＋クロ381-144）を「緑やくも」塗装に変更。上述の国鉄色とスーパーやくも色とは異なり、対象列車を固定した運行は行われない。

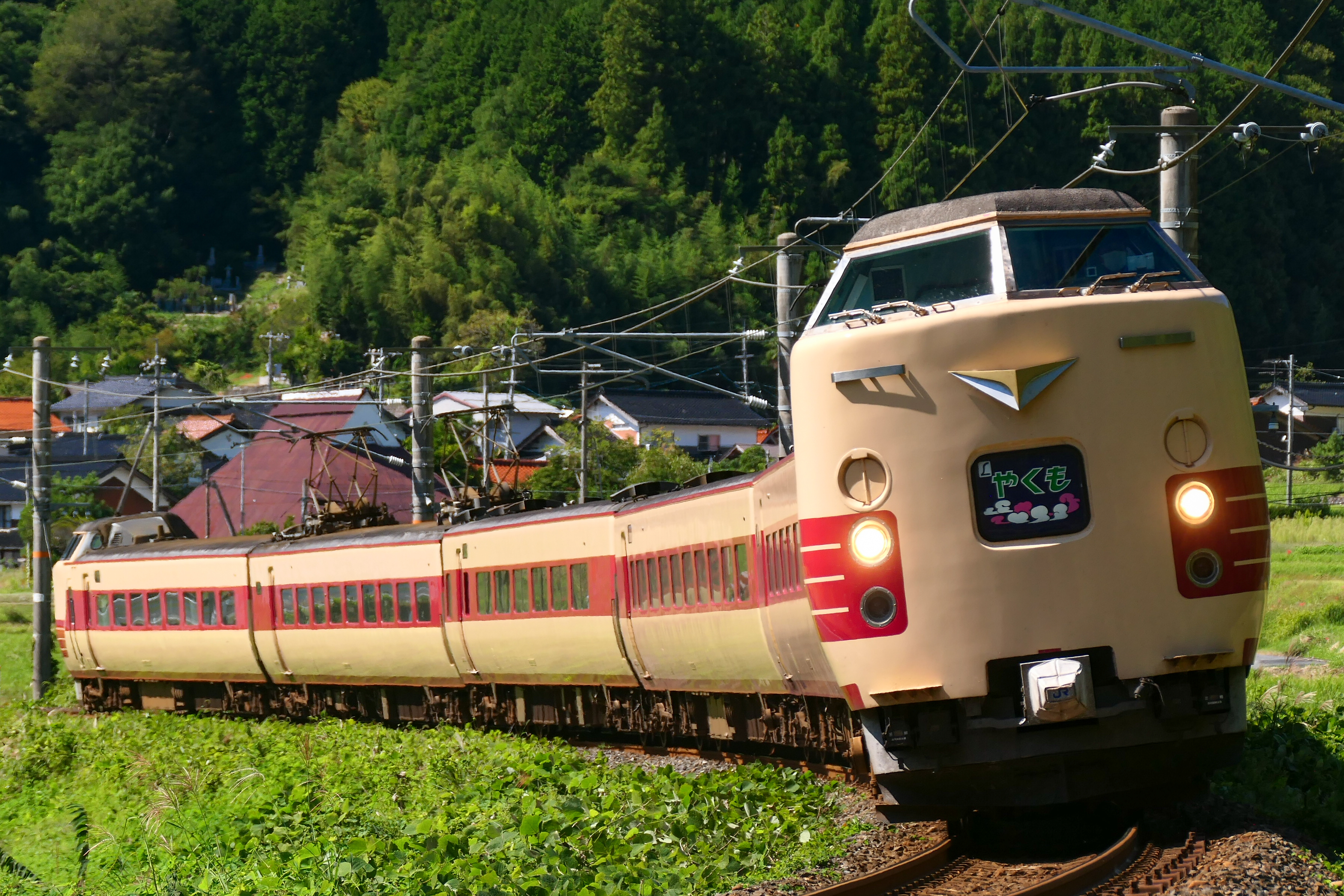
リバイバル塗装「国鉄色」 （2022年9月30日 黒坂 - 根雨間）
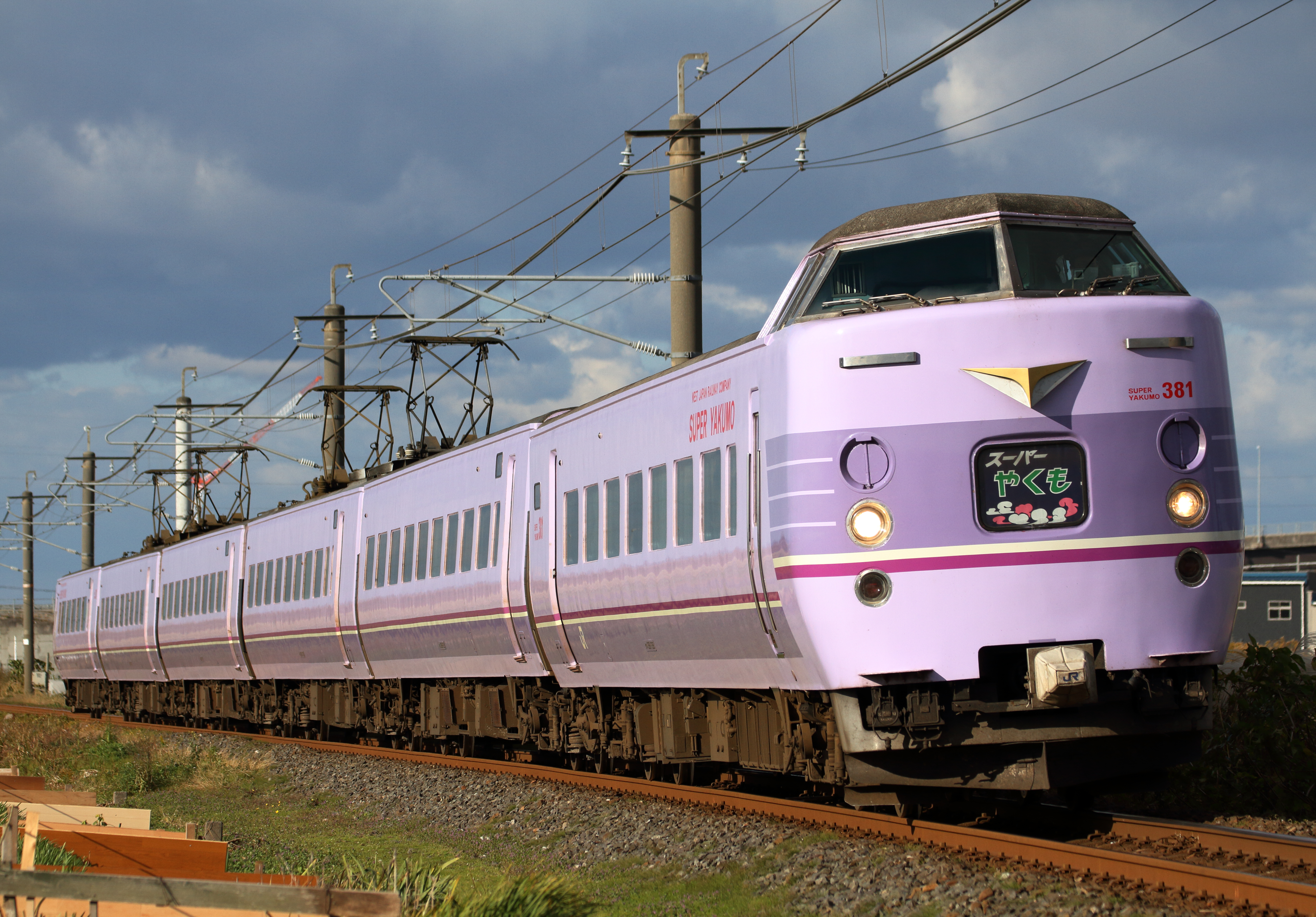
リバイバル塗装「スーパーやくも色」 （2023年12月2日）
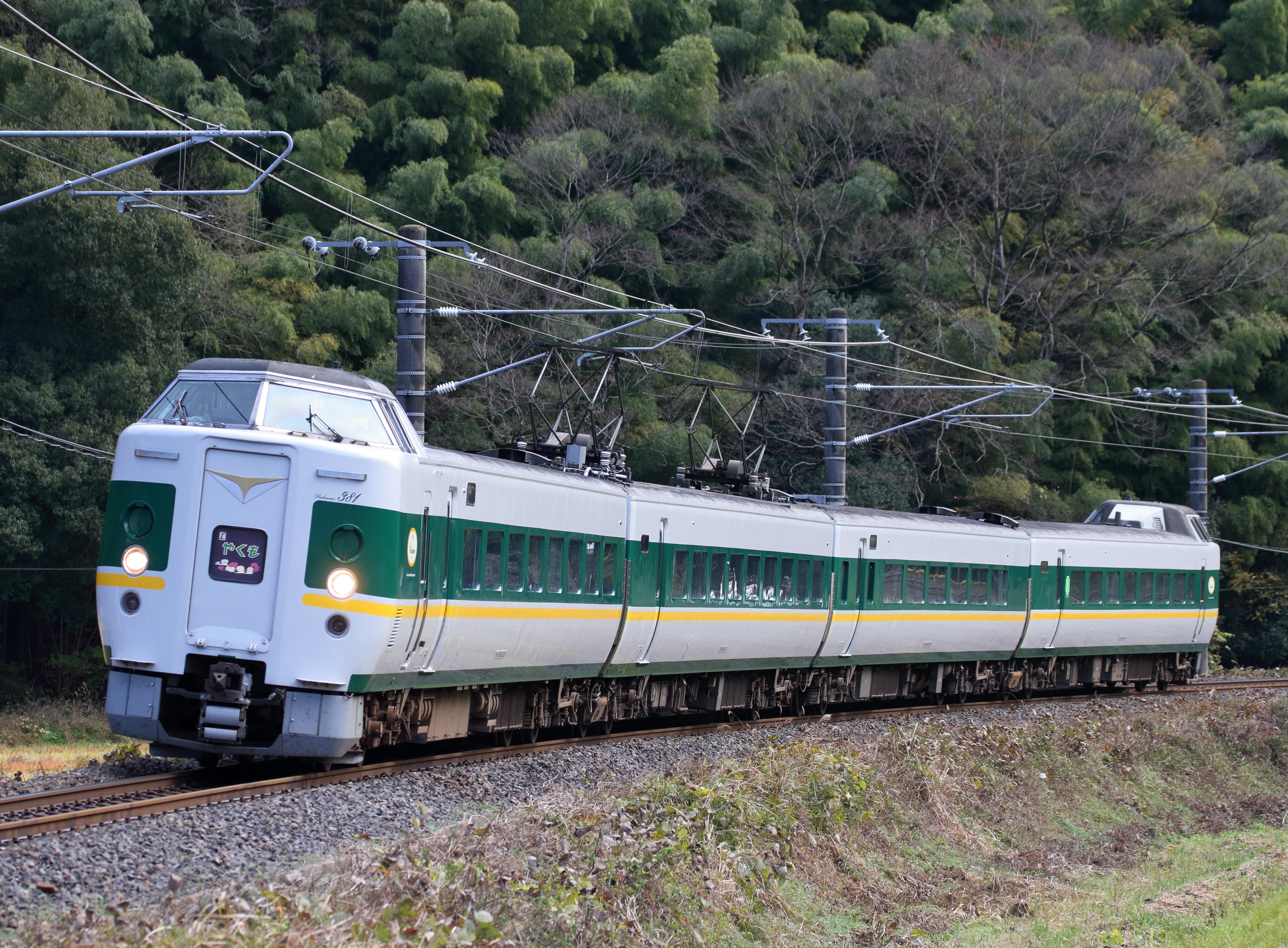
リバイバル塗装「緑やくも色」 （2023年12月2日）

| 編成 | 編成 | ← 岡山出雲市 → | ← 岡山出雲市 → | ← 岡山出雲市 → | ← 岡山出雲市 → | ← 岡山出雲市 → | ← 岡山出雲市 → | ← 岡山出雲市 → | ← 岡山出雲市 → | ← 岡山出雲市 → |            |
| 編成 | 編成 | 1号車          | 2号車          | 3号車          | 4号車          | 5号車          | 6号車          | 7号車          | 8号車          | 9号車          |            |
| 形式 | 形式 | クハ 381       | モハ 380       | モハ 381       | サロ 381       | モハ 380       | モハ 381       | モハ 380       | モハ 381       | クハ 381       | 新製       |
| 編成 | 1    | 128            | 68             | 68             | 23             | 67             | 67             | 66             | 66             | 127            | 1981.3.12  |
| 編成 | 2    | 130            | 71             | 71             | 24             | 70             | 70             | 69             | 69             | 129            | 1982.1.28  |
| 編成 | 3    | 132            | 74             | 74             | 25             | 73             | 73             | 72             | 72             | 131            | 1982.1.19  |
| 編成 | 4    | 134            | 77             | 77             | 26             | 76             | 76             | 75             | 75             | 133            | 1982.2.2   |
| 編成 | 5    | 136            | 80             | 80             | 27             | 79             | 79             | 78             | 78             | 135            | 1981.12.24 |
| 編成 | 6    | 138            | 83             | 83             | 28             | 82             | 82             | 81             | 81             | 137            | 1982.5.28  |
| 編成 | 7    | 140            | 86             | 86             | 29             | 85             | 85             | 84             | 84             | 139            | 1982.6.22  |
| 編成 | 8    | 142            | 89             | 89             | 30             | 88             | 88             | 87             | 87             | 141            | 1982.6.10  |
| 編成 | 9    | 144            | 92             | 92             | 31             | 91             | 91             | 90             | 90             | 143            | 1982.6.15  |

| 編成     | 編成           | ← 出雲市岡山 → | ← 出雲市岡山 → | ← 出雲市岡山 → | ← 出雲市岡山 → | ← 出雲市岡山 → | ← 出雲市岡山 → | ← 出雲市岡山 → | ← 出雲市岡山 → | ← 出雲市岡山 → |
| 編成     | 編成           | 1号車          | 2号車          | 3号車          | 4号車          | 5号車          | 6号車          | 7号車          | 8号車          | 9号車          |
| 基本編成 | 6両編成（9本） | クハ 381       | モハ 380       | モハ 381       | サロ 381       | モハ 380       | クモハ 381     |                |                |                |
| 基本編成 | 6両編成（9本） | 136            | 80             | 80             | 27             | 78             | 1              |                |                |                |
| 基本編成 | 6両編成（9本） | 138            | 83             | 83             | 28             | 81             | 2              |                |                |                |
| 基本編成 | 6両編成（9本） | 134            | 77             | 77             | 26             | 76             | 3              |                |                |                |
| 基本編成 | 6両編成（9本） | 144            | 92             | 92             | 31             | 90             | 4              |                |                |                |
| 基本編成 | 6両編成（9本） | 142            | 89             | 89             | 30             | 88             | 5              |                |                |                |
| 基本編成 | 6両編成（9本） | 130            | 71             | 71             | 24             | 75             | 6              |                |                |                |
| 基本編成 | 6両編成（9本） | 128            | 68             | 68             | 23             | 66             | 7              |                |                |                |
| 基本編成 | 6両編成（9本） | 140            | 86             | 86             | 29             | 84             | 8              |                |                |                |
| 基本編成 | 6両編成（9本） | 132            | 74             | 74             | 25             | 72             | 9              |                |                |                |
| 増結編成 | 3両編成（3本） |                |                |                |                |                |                | モハ 380       | モハ 381       | クハ 381       |
| 増結編成 | 3両編成（3本） |                |                |                |                |                |                | 69             | 69             | 129            |
| 増結編成 | 3両編成（3本） | 73             | 73             | 139            |                |                |                |                |                |                |
| 増結編成 | 3両編成（3本） | 87             | 87             | 141            |                |                |                |                |                |                |

| 編成           | 編成           | 編成       | ← 出雲市岡山 → | ← 出雲市岡山 → | ← 出雲市岡山 → | ← 出雲市岡山 → | ← 出雲市岡山 → | ← 出雲市岡山 → |
| 編成           | 編成           | 編成       | 1号車 | 2号車 | 3号車 | 4号車 | 5号車 | 6号車 |
| スーパーやくも | パノラマ編成   | 2本        | クロ 380 | モハ 380 | モハ 381 | モハ 380 | モハ 381 | クハ 381 |
| スーパーやくも | 非パノラマ編成 | 2本        | クハ 381 | モハ 380 | モハ 381 | サロ 381 | モハ 380 | クモハ 381 |
| スーパーやくも | 増結用編成     | 1本        | | | | モハ 380 | モハ 381 | クハ 381 |
| やくも         | 6両編成        | 4本        | クハ 381 | モハ 380 | モハ 381 | サロ 381 | モハ 380 | クモハ 381 |
| やくも         | 6両編成        | 1本        | クハ 381 | モハ 380 | クモハ 381 | サロ 381 | モハ 380 | クモハ 381 |
| やくも         | 増結用車両     | 増結用車両 | クモハ381：1両、クハ381：2両 モハ381：1両、モハ380：2両                                                                              | クモハ381：1両、クハ381：2両 モハ381：1両、モハ380：2両                                                                              | クモハ381：1両、クハ381：2両 モハ381：1両、モハ380：2両                                                                              | クモハ381：1両、クハ381：2両 モハ381：1両、モハ380：2両                                                                              | クモハ381：1両、クハ381：2両 モハ381：1両、モハ380：2両                                                                              | クモハ381：1両、クハ381：2両 モハ381：1両、モハ380：2両                                                                              |
| 備考           | 備考           | 備考       | 2・3号車を抜き取って4両編成になることがある。 2 - 4号車を抜き取って3両編成になることがある。 多客期には、1 - 3両増結する場合がある。 | 2・3号車を抜き取って4両編成になることがある。 2 - 4号車を抜き取って3両編成になることがある。 多客期には、1 - 3両増結する場合がある。 | 2・3号車を抜き取って4両編成になることがある。 2 - 4号車を抜き取って3両編成になることがある。 多客期には、1 - 3両増結する場合がある。 | 2・3号車を抜き取って4両編成になることがある。 2 - 4号車を抜き取って3両編成になることがある。 多客期には、1 - 3両増結する場合がある。 | 2・3号車を抜き取って4両編成になることがある。 2 - 4号車を抜き取って3両編成になることがある。 多客期には、1 - 3両増結する場合がある。 | 2・3号車を抜き取って4両編成になることがある。 2 - 4号車を抜き取って3両編成になることがある。 多客期には、1 - 3両増結する場合がある。 |

| 編成                | ← 出雲市岡山 →                                                                                           | ← 出雲市岡山 →                                                                                           | ← 出雲市岡山 →                                                                                           | ← 出雲市岡山 →                                                                                           | ← 出雲市岡山 →                                                                                           | ← 出雲市岡山 →                                                                                           |                  |
| 編成                | 1号車 | 2号車 | 3号車 | 4号車 | 5号車 | 6号車 |                  |
| パノラマ編成（2本） | クロ 380                                                                                                 | モハ 380                                                                                                 | モハ 381                                                                                                 | モハ 380                                                                                                 | モハ 381                                                                                                 | クハ 381                                                                                                 | ゆったりやくも化 |
| パノラマ編成（2本） | 6 | | | 283 | 83 | 138 | 2007.8.28        |
| パノラマ編成（2本） | 7 | | | 268 | 68 | 142 | 2008.3.29        |
| ノーマル編成（7本） | クロ 381                                                                                                 | モハ 380                                                                                                 | モハ 381                                                                                                 | サハ 381                                                                                                 | モハ 380                                                                                                 | クモハ 381                                                                                               | ゆったりやくも化 |
| ノーマル編成（7本） | 130 | | | 230 | 78 | 1 | 2011.1.20        |
| ノーマル編成（7本） | 134 | | | 229 | 81 | 2 | 2010.7.30        |
| ノーマル編成（7本） | 144 | | | 228 | 76 | 3 | 2010.2.17        |
| ノーマル編成（7本） | 139 | | | 223 | 75 | 6 | 2008.9.18        |
| ノーマル編成（7本） | 141 | | | 231 | 66 | 7 | 2009.3.17        |
| ノーマル編成（7本） | 128 | | | 225 | 84 | 8 | 2009.9.8         |
| ノーマル編成（7本） | 132 | | | 224 | 72 | 9 | 2011.7.15        |
| サブ編成（1本）     | クロ 381                                                                                                 | モハ 380                                                                                                 | モハ 381                                                                                                 | モハ 380                                                                                                 | モハ 381                                                                                                 | クハ 381                                                                                                 | ゆったりやくも化 |
| サブ編成（1本）     | 129 | | | 287 | 87 | 140 | 2007.3.16        |
| 増結車              | | モハ 380                                                                                                 | モハ 381                                                                                                 | | | | ゆったりやくも化 |
| 増結車              | 69 | 69 | 2009.11.21                                                                                               | | | |                  |
| 増結車              | 71 | 71 | 2007.4.19                                                                                                | | | |                  |
| 増結車              | 73 | 73 | 2010.5.7                                                                                                 | | | |                  |
| 増結車              | 74 | 74 | 2009.5.28                                                                                                | | | |                  |
| 増結車              | 77 | 77 | 2008.5.22                                                                                                | | | |                  |
| 増結車              | 80 | 80 | 2008.3.12                                                                                                | | | |                  |
| 増結車              | 86 | 86 | 2007.11.12                                                                                               | | | |                  |
| 増結車              | 92 | 92 | 2008.12.12                                                                                               | | | |                  |
| 予備車              | クハ 381                                                                                                 | | | | | | ゆったりやくも化 |
| 予備車              | 136 | | | | | | 2011.4.25        |
| 備考                | 2・3号車を抜き取って4両編成になることがある。 超多客期には、岡山方に3両増結して9両編成となる場合がある。 | 2・3号車を抜き取って4両編成になることがある。 超多客期には、岡山方に3両増結して9両編成となる場合がある。 | 2・3号車を抜き取って4両編成になることがある。 超多客期には、岡山方に3両増結して9両編成となる場合がある。 | 2・3号車を抜き取って4両編成になることがある。 超多客期には、岡山方に3両増結して9両編成となる場合がある。 | 2・3号車を抜き取って4両編成になることがある。 超多客期には、岡山方に3両増結して9両編成となる場合がある。 | 2・3号車を抜き取って4両編成になることがある。 超多客期には、岡山方に3両増結して9両編成となる場合がある。 |                  |

| 編成                    | ← 出雲市岡山 → | ← 出雲市岡山 → | ← 出雲市岡山 → | ← 出雲市岡山 → | ← 出雲市岡山 → | ← 出雲市岡山 → | ← 出雲市岡山 → |                |                                  |
| 編成                    | 1号車          | 2号車          | 3号車          | 4号車          | 5号車          | 6号車          | 7号車          |                |                                  |
| パノラマ編成（2本）     | クロ 380       | モハ 380       | モハ 381       | モハ 380       | モハ 381       | クハ 381       |                | 簡易アコモ改造 | 廃車                             |
| パノラマ編成（2本）     | 6              |                |                | 283            | 83             | 138            |                |                | 遅くとも2025.3                   |
| パノラマ編成（2本）     | 7              | 268            | 68             | 142            |                | 遅くとも2025.3 |                |                |                                  |
| 国鉄色編成（1本）       | クロ 381       | モハ 380       | モハ 381       | サハ 381       | モハ 380       | クモハ 381     |                | 簡易アコモ改造 | 廃車                             |
| 国鉄色編成（1本）       | 141            | 71             | 71             | 231            | 66             | 507            |                |                | 遅くとも2025.3                   |
| ノーマル基本編成（7本） | クロ 381       | サハ 381       | モハ 380       | クモハ 381     |                |                |                |                |                                  |
| ノーマル基本編成（7本） |                |                |                |                | モハ 380       | モハ 381       | クハ 381       | 簡易アコモ改造 | 廃車                             |
| ノーマル基本編成（7本） | 130            | 230            | 78             | 501            |                |                |                |                | 遅くとも2025.3(以下出雲所属車同) |
| ノーマル基本編成（7本） | 134            | 229            | 81             | 502            |                |                |                |                |                                  |
| ノーマル基本編成（7本） | 144            | 228            | 76             | 503            |                |                |                |                |                                  |
| ノーマル基本編成（7本） | 139            | 223            | 75             | 506            |                |                |                |                |                                  |
| ノーマル基本編成（7本） | 128            | 225            | 84             | 508            |                |                |                |                |                                  |
| ノーマル基本編成（7本） | 132            | 224            | 72             | 509            |                |                |                |                |                                  |
| ノーマル付属編成（6本） |                |                |                |                | 580            | 80             | 107            | 2016.12.8      |                                  |
| ノーマル付属編成（6本） | 569            | 69             | 108            | 2016.3.11      |                |                |                |                |                                  |
| ノーマル付属編成（6本） | 573            | 73             | 109            | 2016.8.6       |                |                |                |                |                                  |
| ノーマル付属編成（6本） | 586            | 86             | 112            | 2017.2.28      |                |                |                |                |                                  |
| ノーマル付属編成（6本） | 592            | 92             | 113            | 2016.9.16      |                |                |                |                |                                  |
| ノーマル付属編成（6本） | 577            | 77             | 136            |                |                |                |                |                |                                  |
| サブ編成（1本）         | クロ 381       | モハ 380       | モハ 381       | クハ 381       |                |                |                | 簡易アコモ改造 | 廃車                             |
| サブ編成（1本）         | 129            | 287            | 87             | 140            |                |                |                |                |                                  |
| 増結編成（1本）         |                | モハ 380       | モハ 381       |                |                |                |                | 簡易アコモ改造 | 廃車                             |
| 増結編成（1本）         | 74             | 74             |                |                |                |                |                |                |                                  |
| 備考                    |                |                |                |                |                |                |                |                |                                  |

- 太字：簡易アコモ改造車

### 北近畿地区

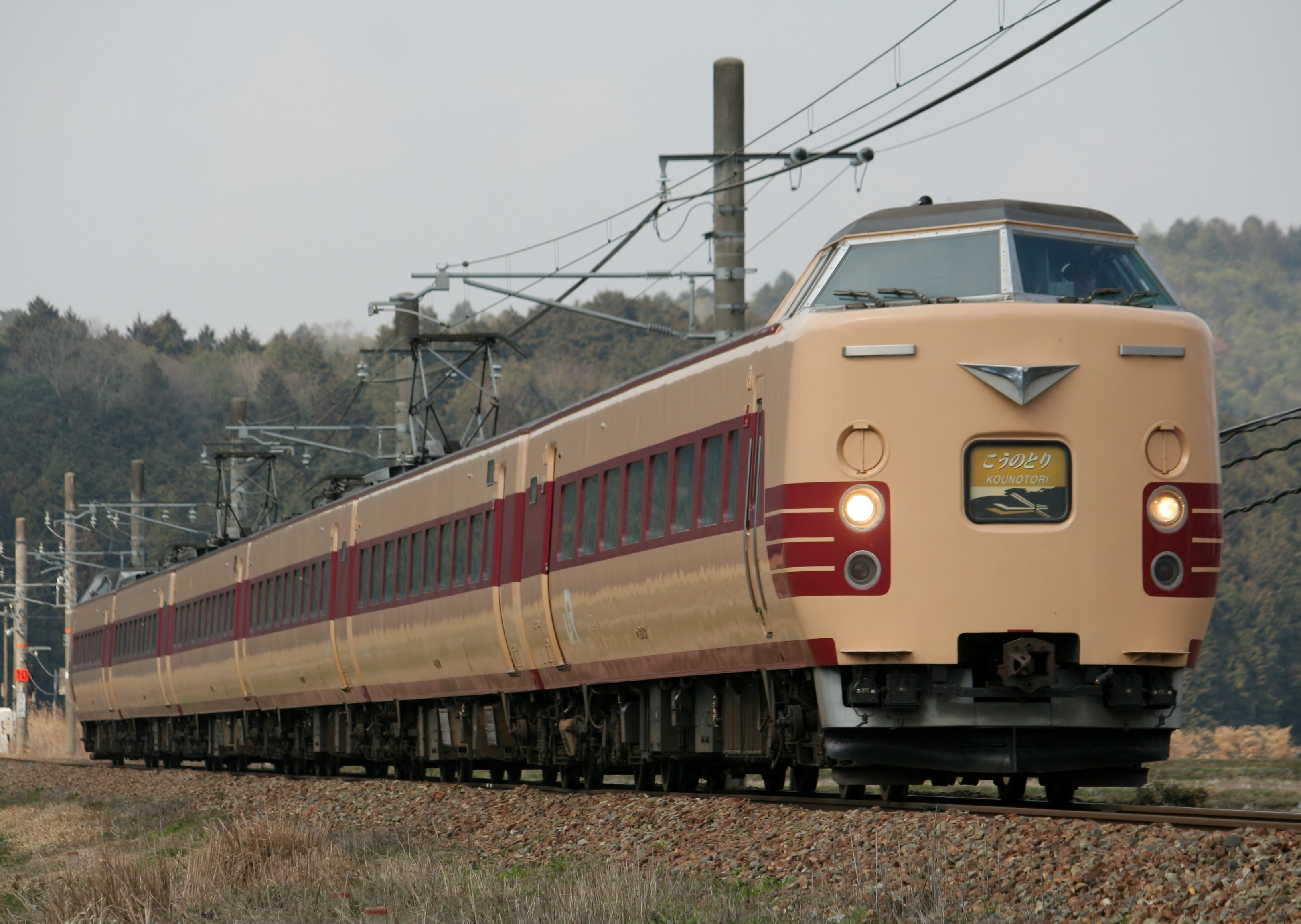
「こうのとり」（2011年3月30日）

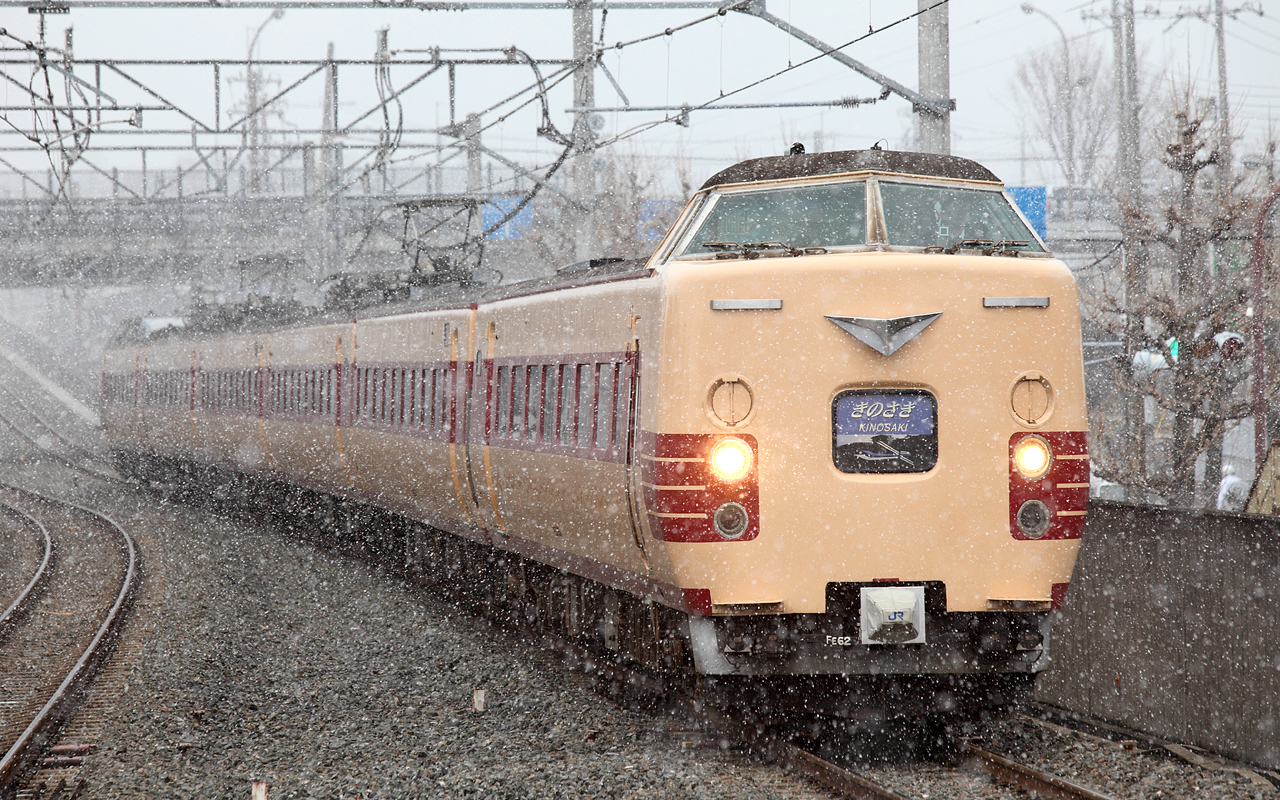
381系「きのさき」（2013年）

2011年3月ダイヤ改正にあわせ、福知山線・山陰本線北近畿地区183系の置き換え用として、46両の287系が福知山電車区に新製配置されることになったが、このうち21両の落成はダイヤ改正の後となることから、日根野区に所属するグリーン車非連結6両編成3本（FH61 - FH63編成）の貸し出しを受け、287系の全数が揃うまで一時的に「こうのとり」で運用された。287系の投入が完了した5月末で定期運用から離脱し、車両は日根野電車区に返却の上廃車となった。
2012年3月ダイヤ改正で「くろしお」に287系が投入され、余剰となった381系アコモ編成が6両に短縮の上で日根野区から福知山電車区へ正式転入し、同年6月1日から183系の運用の一部（「こうのとり」3往復と「きのさき」1往復）を置換える形で営業運転を開始した。その後も順次日根野区から転属し、最終的に183系B編成置き換え前と同じく40両（6両編成6本、4両編成1本）が所属した。北近畿地区への転用にあたり、塗装が国鉄特急色に変更された。
381系は2013年3月ダイヤ改正で京都丹後鉄道宮福線・宮津線に乗り入れる「はしだて」にも充当され「こうのとり」「きのさき」「はしだて」の183系を完全に置き換えた。2014年からは上述の1000番台への改造が実施されている。
2014年8月の豪雨では、福知山線を走行中であったFE63編成が丹波竹田駅で浸水する被害を受け、自走不能となった。当該編成は吹田総合車両所に回送され、修復不能な中間車4両を余剰車（日根野支所より転属）と差し替えの上、営業に復帰した。
福知山電車区の381系も2015年10月31日より289系に置き換えが開始された。2015年12月から2016年3月までにFE65・FE66の4両編成2本、FE621・FE631・FE641・FE651の2両編成4本とFE62・FE63のクハ381を除く計6両の22両が廃車され、FE62・FE63のクハ381計2両は後藤総合車両所出雲支所へ転属した。これにより2016年4月時点で福知山電車区配置は16両（4+2両編成2本、4両編成1本）となった。さらに2016年4月12日にFE61+FE611の4+2両編成1本が、同年6月6日にFE41のクロ381を除く3両が、同年7月25日にFE64の4両編成1本とFE661の2両編成1本がそれぞれ廃車された。
2017年3月31日付で最後まで残ったクロ381-1104（旧FE41編成に組成）が廃車され、福知山電車区の381系配置はなくなった。
| 編成番号 | ← 城崎温泉・宮津天橋立・新大阪・京都 → | ← 城崎温泉・宮津天橋立・新大阪・京都 → | ← 城崎温泉・宮津天橋立・新大阪・京都 → | ← 城崎温泉・宮津天橋立・新大阪・京都 → | ← 城崎温泉・宮津天橋立・新大阪・京都 → | ← 城崎温泉・宮津天橋立・新大阪・京都 → |            | 備考               |
| 編成番号 | 1号車                                  | 2号車                                  | 3号車                                  | 4号車                                  | 5号車                                  | 6号車                                  |            | 備考               |
|          | クロ 381                               | モハ 380                               | モハ 381                               | モハ 380                               | モハ 381                               | クハ 381                               | 転入       |                    |
| FE61     | 106                                    | 45                                     | 45                                     | 41                                     | 41                                     | 111                                    | 2012.6.9   | 斜字は増結ユニット |
| FE62     | 110                                    | 38                                     | 38                                     | 37                                     | 37                                     | 109                                    | 2012.5.18  | 斜字は増結ユニット |
| FE63     | 114                                    | 55                                     | 55                                     | 44                                     | 44                                     | 113                                    | 2013.1.17  | 斜字は増結ユニット |
| FE64     | 120                                    | 65                                     | 65                                     | 53                                     | 53                                     | 119                                    | 2012.10.21 | 斜字は増結ユニット |
| FE65     | 124                                    | 42                                     | 42                                     | 60                                     | 60                                     | 123                                    | 2013.3.3   | 斜字は増結ユニット |
| FE66     | 126                                    | 46                                     | 46                                     | 63                                     | 63                                     | 125                                    | 2012.3.24  | 斜字は増結ユニット |
| FE41     | 104                                    |                                        |                                        | 30                                     | 30                                     | 103                                    | 2013.3.5   | 斜字は増結ユニット |

| 編成番号 | ← 城崎温泉・宮津天橋立・新大阪・京都 → | ← 城崎温泉・宮津天橋立・新大阪・京都 → | ← 城崎温泉・宮津天橋立・新大阪・京都 → | ← 城崎温泉・宮津天橋立・新大阪・京都 → | ← 城崎温泉・宮津天橋立・新大阪・京都 → | ← 城崎温泉・宮津天橋立・新大阪・京都 → |                                                |                    |
| 編成番号 | 1号車                                  | 2号車                                  | 3号車                                  | 4号車                                  | 5号車                                  | 6号車                                  |                                                |                    |
|          | クロ 381                               | モハ 380                               | モハ 381                               | モハ 380                               | モハ 381                               | クハ 381                               | 廃車                                           | 備考               |
| FE61     | 1106                                   | 1045                                   | 1045                                   | 1041                                   | 1041                                   | 1111                                   | 2016.4.12                                      | 斜字は増結ユニット |
| FE62     | 1110                                   | 1038                                   | 1038                                   | 1037                                   | 1037                                   | 1109                                   | 2015.12.2 2016.2.17（増結）                    | 斜字は増結ユニット |
| FE63     | 1114                                   | 1032                                   | 1032                                   | 1039                                   | 1039                                   | 1113                                   | 2015.12.2                                      | 斜字は増結ユニット |
| FE64     | 1120                                   | 1065                                   | 1065                                   | 1053                                   | 1053                                   | 1119                                   | 2015.12.2（増結） 2016.7.25                    | 斜字は増結ユニット |
| FE65     | 1124                                   | 1042                                   | 1042                                   | 1060                                   | 1060                                   | 1123                                   | 2015.12.2（増結） 2015.12.20 2016.2.17（クハ） | 斜字は増結ユニット |
| FE66     | 1126                                   | 1046                                   | 1046                                   | 1063                                   | 1063                                   | 1125                                   | 2016.3.7 2016.7.25（増結）                     | 斜字は増結ユニット |
| FE41     | 1104                                   |                                        |                                        | 1030                                   | 1030                                   | 1103                                   | 2016.6.6 2017.3.31（クロ）                     | 斜字は増結ユニット |
|          |                                        | 1055                                   | 1055                                   | 1044                                   | 1044                                   |                                        | 2014.12.19                                     | 豪雨災害被災廃車   |

- 下線付き：出雲へ転属

## 高速度走行試験
1983年3月、走行性能向上、乗り心地の向上、軌道に対する影響軽減を目的として、3種類の試作台車（TR906、TR907、TR908）が用意された。神領電車区の6両編成の両先頭車（クハ381-3とクハ381-16）に装着し、中央西線で最高速度130km/h、曲線通過速度を本則+25km/hでの走行試験が行われた。
1984年からは、目標最高速度を160km/h、曲線通過速度を本則+40km/hに設定して湖西線で走行試験が行われ、8両編成（9両編成からサロ381形を脱車）を用いて最高速度169km/hを記録した。
1985年11月14日から12月7日にかけて、日根野電車区の8両編成（クハ381-115+モハ381-47+モハ380-47+モハ381-35+モハ380-35+モハ381-49+モハ380-49+クハ381-116）に高速改良型の台車（DT50X、TR908X、TR236X）と主電動機（MT62X）、パンタグラフ（PS25X）を搭載し、湖西線で走行試験が行われた。試験走行前半は6両編成（試験用編成からモハ381-35+モハ380-35を脱車）を組成し、11月25日には湖西線近江中庄駅付近で狭軌鉄道最高速度記録となる179.5km/hを記録した。12月2日以降は8両編成で走行試験を行った。同時に制御付き自然振り子試験も行われており、日根野電車区の車両を用いて長期試験が行われた。
1986年には、曲線区間での横圧低減を目的として、自己操舵台車（DT953）が試作され、神領電車区のモハ381-22に装着して構内走行試験が行われた。その後、JR東海発足後の1991年から自己操舵台車（C-DT955）がモハ381-58に、シングルアーム式パンタグラフ（C-PS920）がモハ380-11の第一パンタグラフとして装着され、長期試験を行った。

## 事故廃車
- クモハ381-4、モハ380-90

2009年8月31日に車両故障を起こした車両。パンタグラフを下げて応急処置を行ったが、復旧せず2011年2月15日に廃車となった。
- モハ380-1055、モハ381-1055、モハ380-1044、モハ381-1044

平成26年8月豪雨で被災した車両。北陸新幹線開業に伴い681系や683系が転用されたため同年12月13日に廃車となり、代替としてモハ381-1032・モハ380-1032・モハ381-1039・モハ380-1039が転用された。

## 保存車

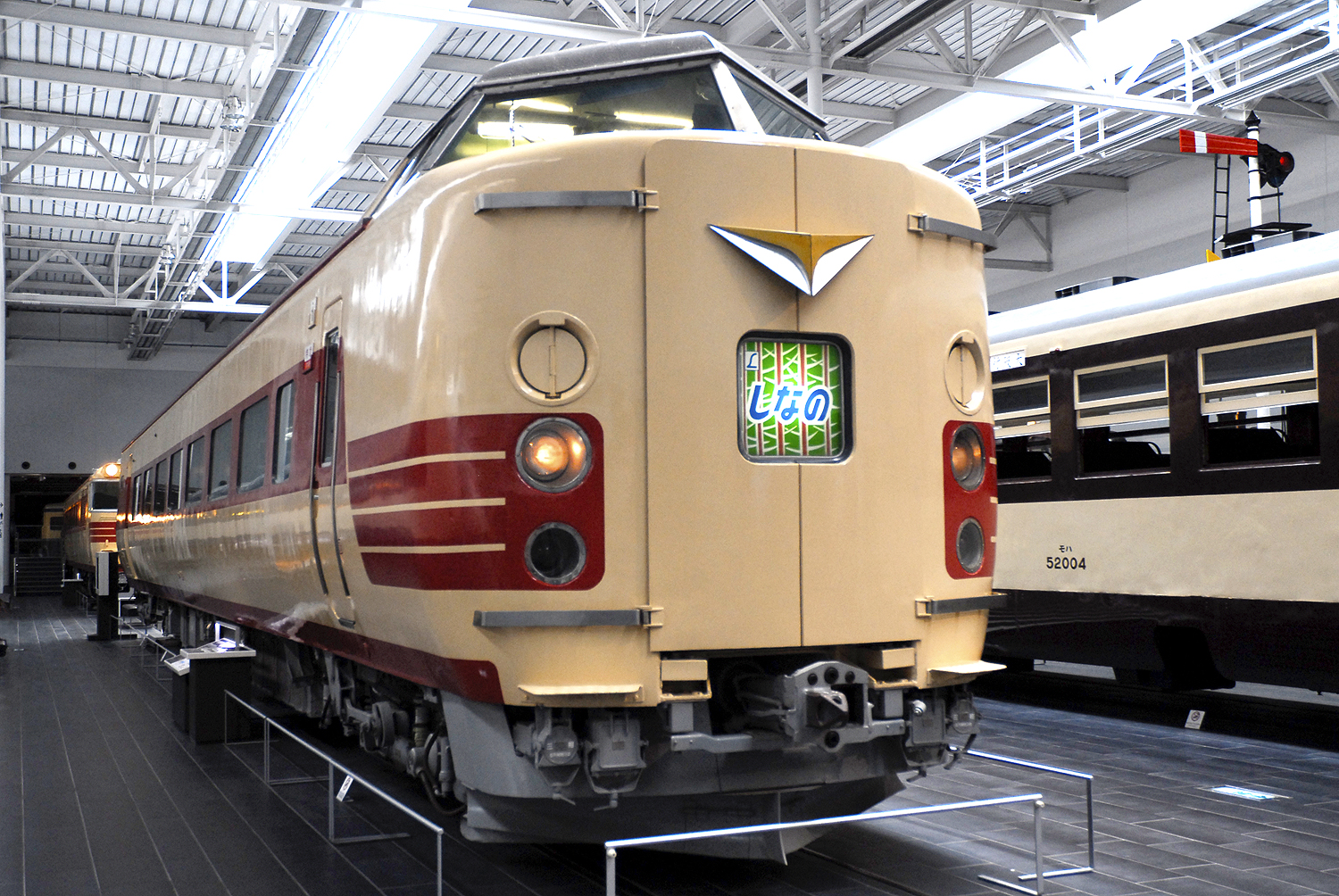
リニア・鉄道館で保存されているクハ381-1

クハ381-1
廃車後、美濃太田車両区にて保管されていたが、リニア・鉄道館へ陸送により移設され、在来線エリアで展示されている。

### 保存後に解体された車両
クロ381-11
こちらもリニア・鉄道館に移設のうえ、収蔵車両エリアで展示されていたが、先頭部と中央客室部で車体素材が異なる特殊構造に起因する老朽化で維持困難となり、展示車両入替に伴い2019年6月7日をもって展示を終了し、解体のため同月13日までに西浜松駅（旧浜松機関区）へ陸送された。その後同年10月29日までに解体されたため、現存しない。
モハ380-1＋モハ381-1
クハ381-1がリニア・鉄道館へ収蔵された後も、引き続き美濃太田車両区にて保管されていたが、2013年頃に解体された。